# Travel Town Museum
Das Travel Town Museum ist ein kostenlos zugängliches Eisenbahnmuseum an der Nordwestecke des Griffith Park in Los Angeles, das am 14. Dezember 1952 eröffnet wurde. Der Schwerpunkt der Sammlung liegt auf Schienenfahrzeugen der westlichen Vereinigten Staaten von 1880 bis 1930, und ganz besonders solchen aus Kalifornien.

## Geschichte
In den späten 1940er Jahren hatten ein Mitarbeiter der Parkverwaltung, Charley Atkins, und einige Eisenbahnenthusiasten die Idee, dass eine Lokomotive in voller Größe eine gute Ergänzung zu der bestehenden Parkeisenbahn im Griffith Park darstellen würde. Das Hafenamt der Stadt Los Angeles besaß zu dieser Zeit zwei für die Verschrottung vorgesehene Rangierloks, die dafür geeignet schienen. Mit der Unterstützung durch den damaligen General Manager der Parkverwaltung, George Hjelte und den Superintendenten William Frederickson nahm Atkins Kontakt mit den wichtigsten Eisenbahngesellschaften in Kalifornien auf und fragte, ob sie Schienenfahrzeuge für die Ausstellung bereitstellen könnten. Da zu dieser Zeit das Dampfzeitalter gerade zu Ende ging, bekam er positive Rückmeldungen.
Travel Town wurde am 14. Dezember 1952 eröffnet. 1965 wurden die Ausstellungsstücke neu gruppiert, bevor der Park wiedereröffnet wurde. Heute wächst die Sammlung das Travel Town Museum nach wie vor weiter an und neue Gebäude werden errichtet. Die Sammlung umfasst 43 Schienenfahrzeuge im Original.

## Normalspur-Dampflokomotiven

### Heisler 1369 der HHRR (1918)

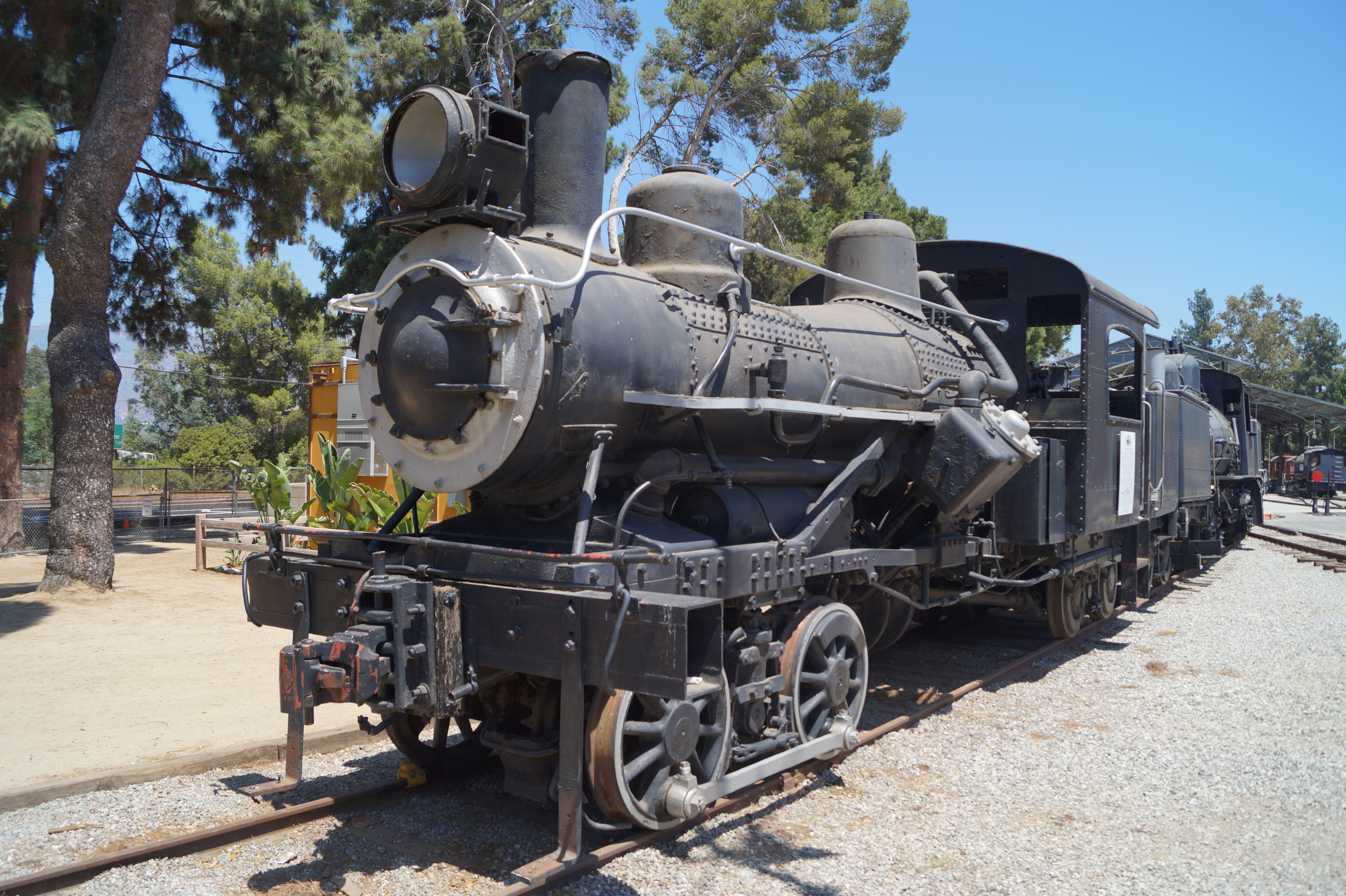
Heisler 1369

Die Heisler-Lokomotive stammt von einer Waldeisenbahn im Mother Lode Gebiet im Mariposa County. Die Getriebelokomotive wurde 1918 als die 369. von insgesamt über 600 Lokomotiven der Heisler Locomotive Works gebaut und erhielt daher die Seriennummer 1369. Sie wiegt 75 t und alle sechs Achsen sind über Gelenkwellen in Fahrzeugmitte, geradverzahnte Kegelräder und innerhalb der Drehgestelle Kuppelstangen angetrieben. Die Dampfmaschine in V-Anordnung ist vor der Feuerbüchse stehend eingebaut. Die Lokomotive wurde ursprünglich von der Hetch Hetchy Railroad (HHRR) eingesetzt, um Baumaterial zur Staudamm-Baustelle für die Trinkwasser-Versorgung von San Francisco zu bringen. Mitte der 1920er Jahre wurde die Lokomotive an die Standard Lumber Company von Sonora (Kalifornien) verkauft, die später zur Pickering Lumber Company umfirmiert wurde. Dort stand sie, bis sie 1952 von deren Präsidenten, F.F. Momyer dem Travel Town Museum gestiftet wurde.

### Shay 2 der Little River Company (1922)

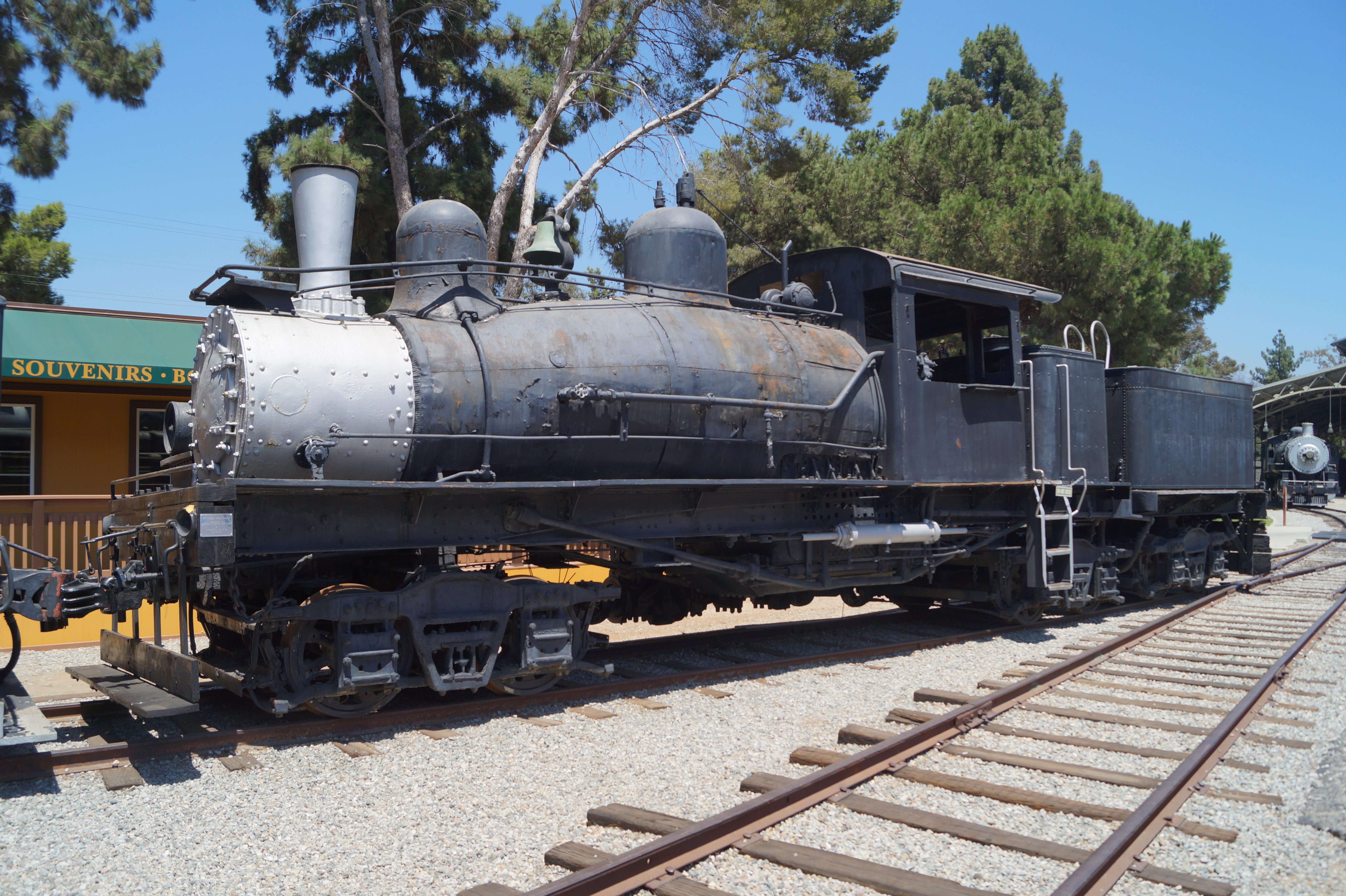
Shay 2

Die ölgefeuerte Shay-Lokomotive mit drei Drehgestellen, sechs über Zahnräder angetriebenen Achsen und der Achsfolge B’B’B’ wurde 1922 von Lima Locomotive Works als Nummer 4 für die Waldeisenbahn der Little River Redwood Company in Crannell (Kalifornien) gebaut. Die Lokomotive wurde 1935 an die Camino, Placerville & Lake Tahoe Railroad verkauft und erhielt dort die Betriebsnummer 2. Sie wurde auf der 13 km langen Bahnstrecke der Michigan-California Lumber Company betrieben, um Schnittholz vom Sägewerk in Camino in den Sierra Nevada östlich von Sacramento zu einer Abzweigung an der Placerville Branch der Southern Pacific Railroad bei Placerville (Kalifornien) zu transportieren. Sie hat eine Masse von 75,5 t und einen Treibraddurchmesser von 910 mm. Mit einem Betriebsdruck von 14 bar, einem Zylinderdurchmesser von 300 Millimetern und 380 mm Kolbenhub hatte sie eine Anfahrzugkraft von 13,8 t.

### Rangierlokomotive 4439 der UP (1918)

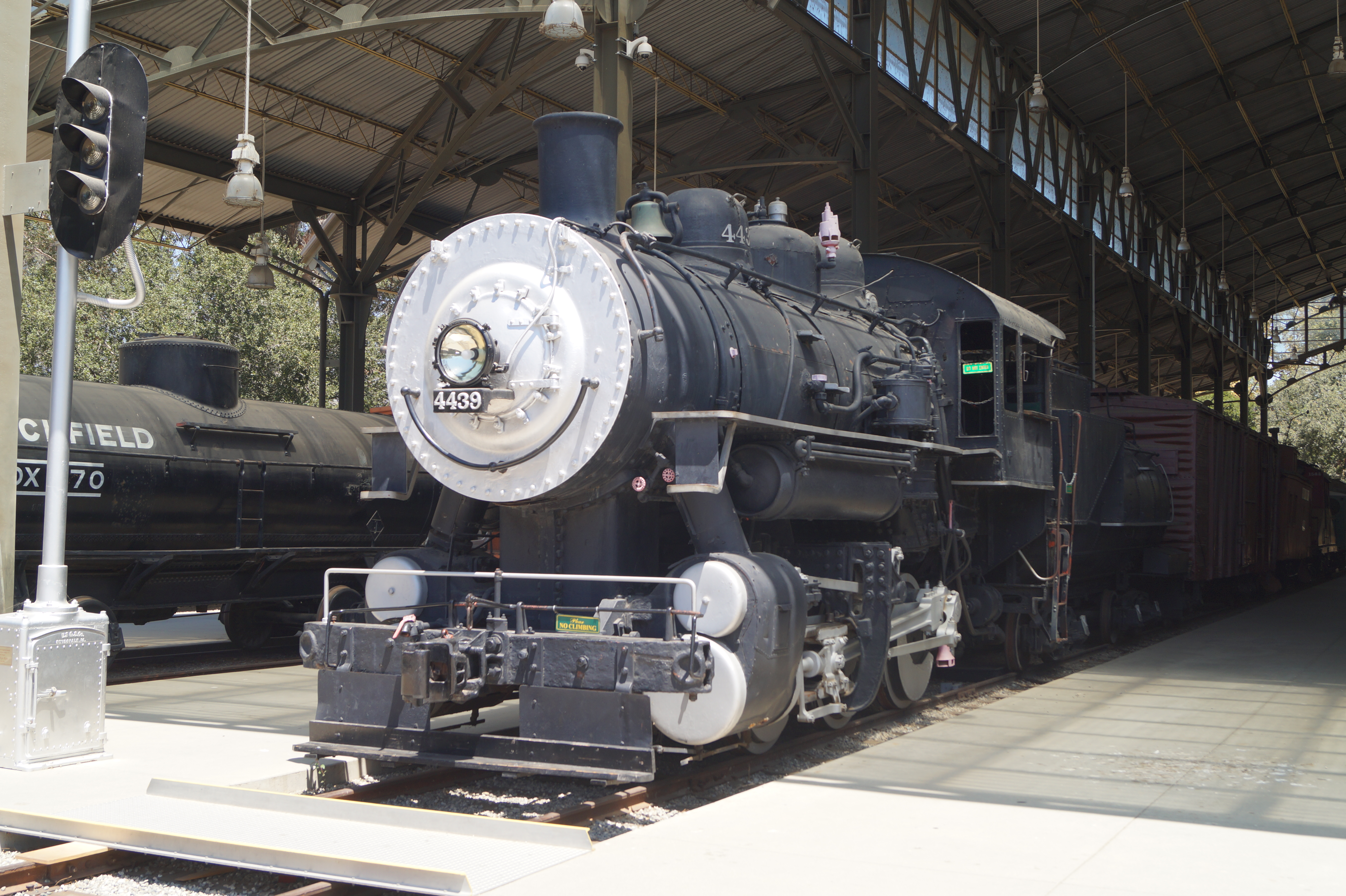
Rangierlokomotive 4439 der Union Pacific Railroad

Die Rangierlokomotive 4439 mit der Achsfolge C h2 (0-6-0) wurde 1918 gebaut und war eine von 45 ölgefeuerten Dampflokomotiven der S-5-Klasse, die von den Baldwin Locomotive Works für die Union Pacific Railroad (UP) gebaut wurden. Sie wurde anfangs in Cheyenne (Wyoming) und später auf der Los Angeles Harbor Belt Linie eingesetzt, bis sie 1957 aufgrund einer Anweisung des Air Pollution Control Board außer Betrieb genommen wurde. Es war die letzte im Raum Los Angeles noch regelmäßig eingesetzte Dampflokomotive. Sie hat eine Masse von 71 t und einen Treibraddurchmesser von 1300 mm. Mit einem Betriebsdruck von 12 bar, einem Zylinderdurchmesser von 530 Millimetern bei 660 Millimeter Kolbenhub hatte sie eine Anfahrzugkraft von 11,2 t. Sie wurde dem Museum 1957 vermacht.

### American der WP (1864)

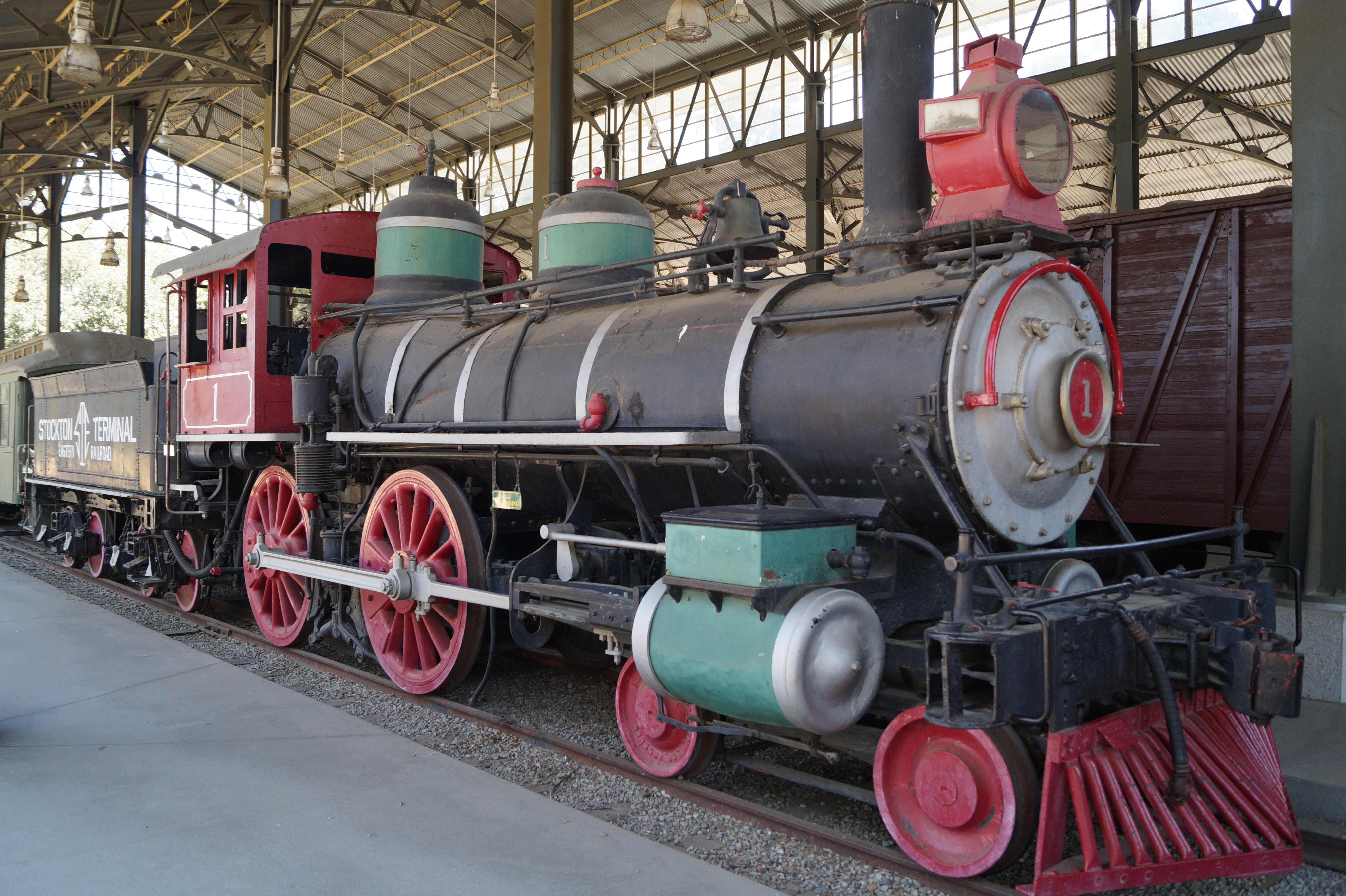
American der WP

Die Lokomotive der Achsfolge 2’B n2 (4-4-0, American) wurde 1864 für die Western Pacific Railroad gebaut. Sie wurde 1869 von der Central Pacific Railroad übernommen, die sie bis 1914 einsetzte, bevor sie an die Stockton, Terminal and Eastern (ST&E) abgegeben wurde, die sie bis 1953 nutzte.

### Consolidation 26 (1909)

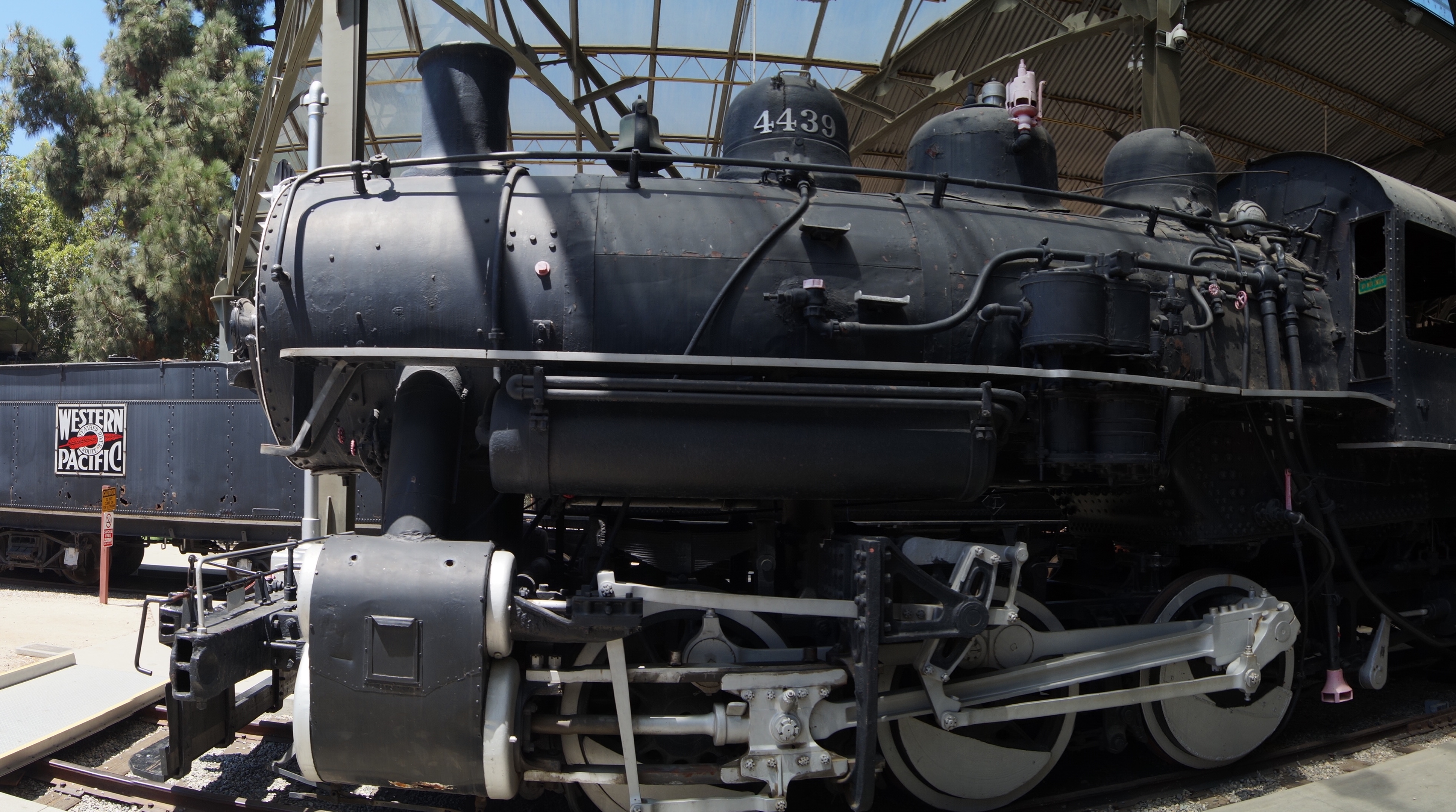
Consolidation 26 der WP

Die Dampflokomotive 26 mit der Achsfolge 2’D h2 (2-8-0, Consolidation) ist eine von 13 ölgefeuerten Dampflokomotiven dieser Bauart. Sie wurde 1909 von American Locomotive Company (Alco) als Güterzuglok für die Western Pacific gebaut. Sie wurde 45 Jahre lang auf der Western Pacific eingesetzt und war eine der letzten Alco Consolidation-Dampflokomotiven auf dieser Bahnlinie. Die Western Pacific hat sie 1954 den Kindern von Los Angeles vermacht. Sie war als C-43 klassifiziert und hatte eine Länge von 21,29 m. Die Lokomotive hat eine Masse von 92 t, der Tender von 71 t. Die Zylinder haben einen Durchmesser von 510 Millimetern bei 760 mm Kolbenhub und die Treibräder einen Durchmesser von 1400 mm. Der Feuerkasten hatte eine Fläche von 19 m², eine Rostfläche von 3,12 m² und eine Heizfläche von 212,9 m² einschließlich einer Überhitzerfläche von 68,1 m². Der Kesseldruck war 14 bar und sie hatte eine Anfahrzugkraft von 19,6 t.

### Consolidation 664 (1899)

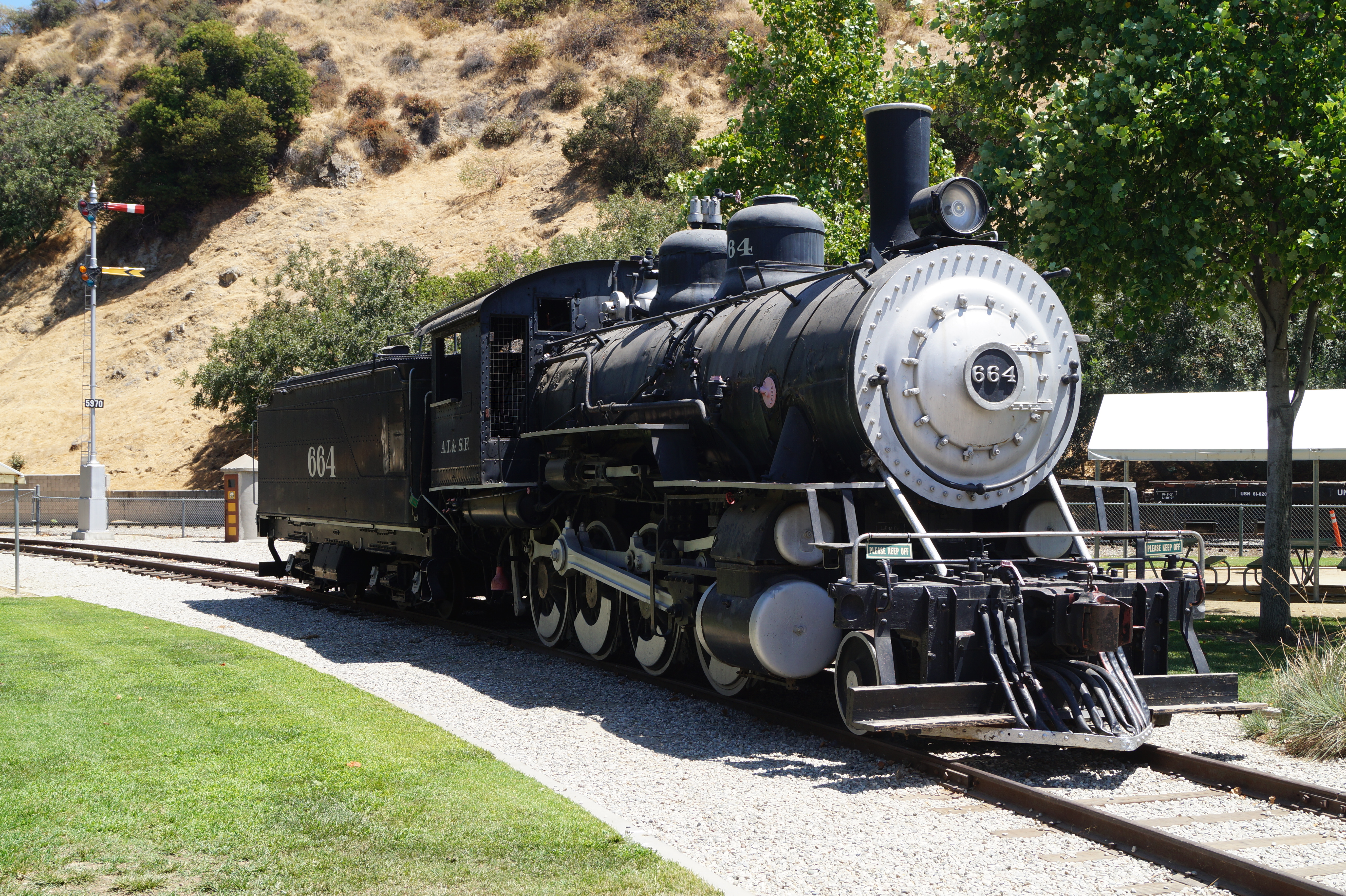
Consolidation 664 der AT&SF

Die Dampflok der Atchison, Topeka and Santa Fe Railway hat die Achsfolge 2’D (2-8-0, Consolidation). Sie wurde 1899 von den Baldwin Locomotive Works gebaut und war eine von 45 Lokomotiven dieser Bauart. Sie hatte ursprünglich die Nummer 891, wurde aber 1900 in 664 umnummeriert. 1910 wurde sie für ein Jahr an die Pecos & Northern Texas Railway ausgeliehen, kehrte danach aber zur AT&SF zurück. Sie wurde für Güterzüge auf den Northern, Southern, Panhandle, Plains and Gulf Divisions der AT&SF eingesetzt und war noch in Betrieb, bis sie 1953 dem Museum vermacht wurde. Sie hat eine Masse von 73,3 t. Der Zylinderdurchmesser beträgt 530 Millimeter bei 710 mm Hub und die Treibräder haben einen Durchmesser von 1400 mm. Sie ist mit einer Stephenson-Ventilsteuerung ausgerüstet. Sie hat einen Ölbrenner mit einer 2,7 m² und einer Heizfläche von 166 m². Ihr Kesseldruck war 12 bar, und sie hatte eine Anfahrzugkraft von 15,0 t. Der Tender hat eine Masse von 44 t und konnte 9 t Öl und 19.000 Liter Wasser aufnehmen.

### Rangierlokomotive 1273 der SP (1921)

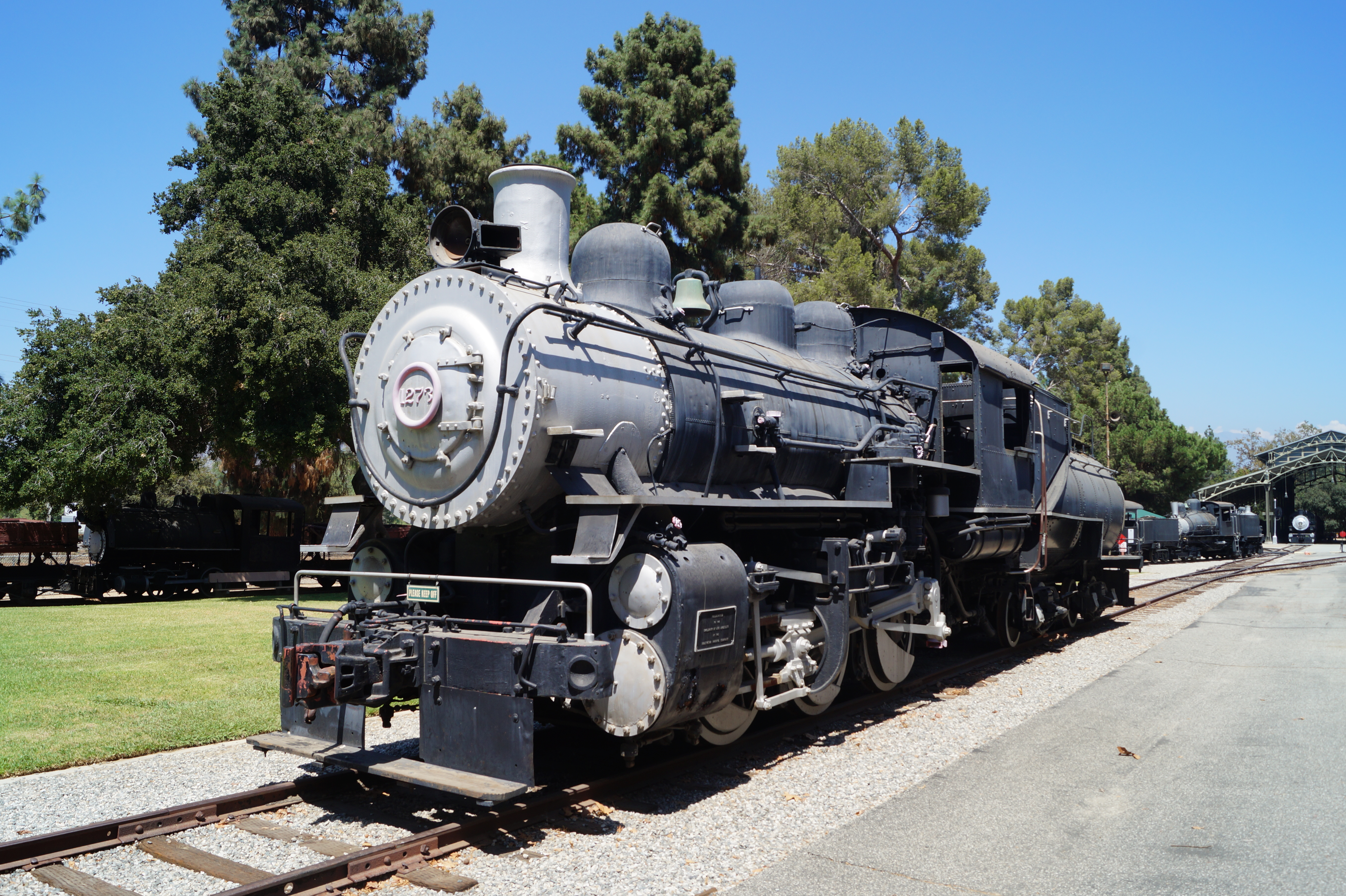
Rangierlokomotive 1273 der Southern Pacific Railroad

Die ölgefeuerte Rangierlokomotive 1273 mit der Achsfolge C h2 (0-6-0) ist eine von 32 Lokomotiven dieser Achsfolge, die von der Southern Pacific in deren Werkstätten von Sacramento gebaut wurde. Sechs weitere wurden in den Werkstätten von Los Angeles gebaut. Sie wurde 1921 gebaut. Sie gehörte zur S-12-Klasse und wurde auf dem Gelände der Southern Pacific in Sacramento (Kalifornien) eingesetzt. Sie hat eine Masse von 69 t, einen Zylinderdurchmesser von 510 Millimetern bei ebenfalls 510 Millimetern Hub. Der Raddurchmesser beträgt 1300 mm. Mit einem 2,8 m² großen Rost und einer Gesamtheizfläche von 14 m² einschließlich eines 23,7 m² großen Überhitzers. Sie hatte einen Kesseldruck von 14 bar und eine Anfahrzugkraft von 14,07 t. Sie wurde 1956 abgestellt, nachdem sie in 35 Jahren über 2.400.000 km zurückgelegt hatte. Im darauffolgenden Jahr wurde sie von Southern Pacific dem Travel World Museum vermacht.

### Mikado 1000 der HHRR (1920)

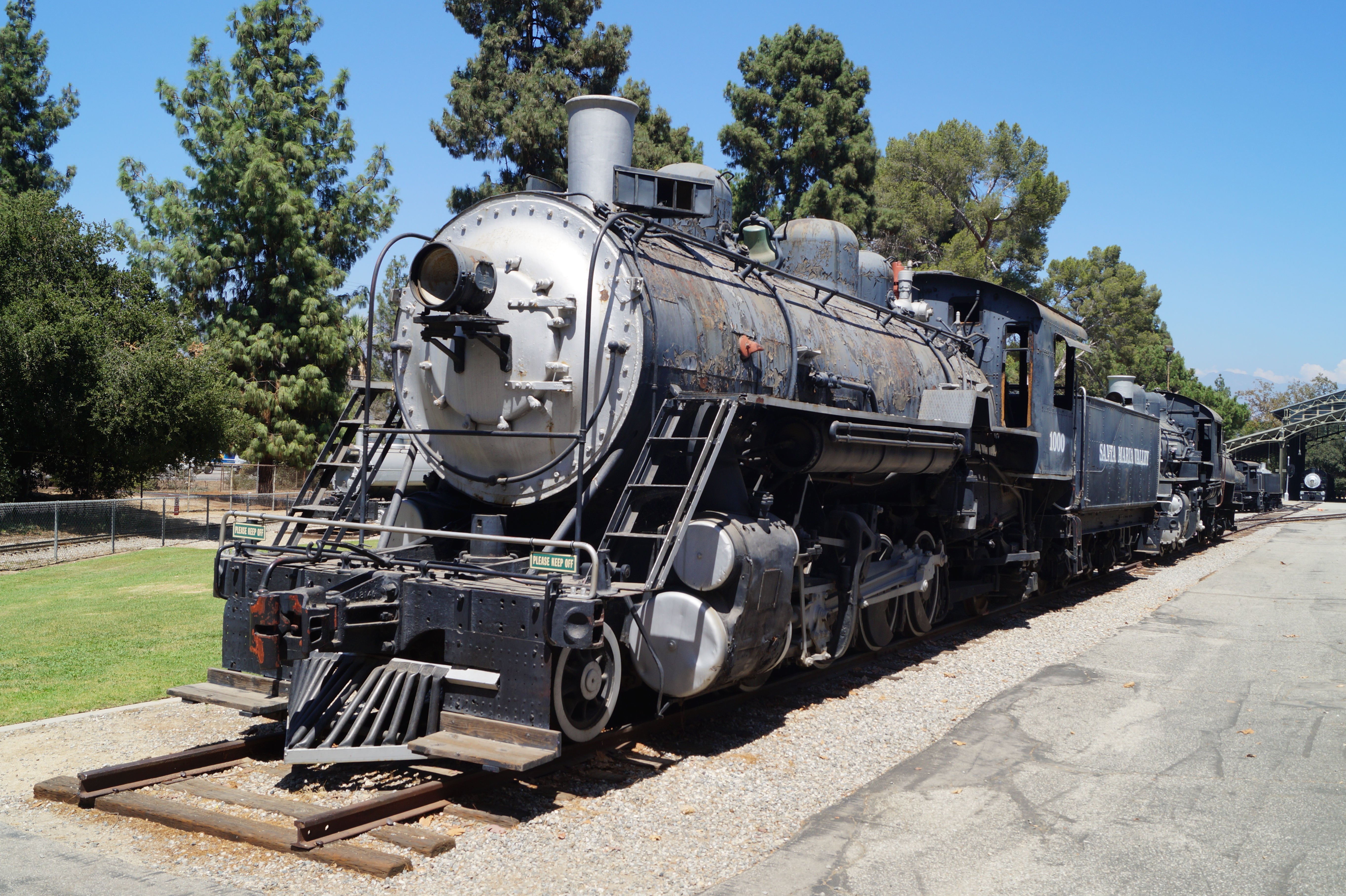
Mikado 1000 der Hetch Hetchy Railroad (HHRR)

Die Dampflokomotive mit der Achsfolge 1’D1’ h2 (2-8-2, Mikado) wurde 1920 von den American Locomotive Company als Nummer 4 für die Hetch Hetchy Railroad gebaut. Sie wurde auf deren 109 km langer Bahnstrecke eingesetzt, die von der Stadt San Francisco gebaut worden war, um den O’Shaughnessy Dam im Tal des Tuolumne River in Hetch Hetchy Valley, Yosemite (Kalifornien) zu bauen. 1924 wurde sie an die Newaukum Valley Railroad verkauft, die von der Carlisle Lumber Company in Washington State betrieben wurde und bekam die Betriebsnummer 1000. Mit der symmetrischen Achsfolge 1’D1’ konnte sie gut vor- und rückwärts fahren, wodurch sie als Waldeisenbahnlokomotive sehr gut geeignet war. 1944 wurde sie an die Santa Maria Valley Railroad verkauft, die zu den Ölraffinerien in Santa Maria fuhr, um deren Produkte zur Hauptstrecke der Southern Pacific nach Guadalupe (Kalifornien) zu bringen. Die Santa Maria Valley Railroad vermachte die Lokomotive 1954 dem Travel Town Museum, als sie auf Dieselbetrieb umstellte. Die Lokomotive ist ölgefeuert, hat eine Masse von 88 t und einen Kesseldruck von 12 bar. Sie hat eine Anfahrzugkraft von 16,2 t. Der Treibraddurchmesser ist 1200 mm, der Zylinderdurchmesser beträgt 510 Millimeter bei einem Kolbenhub von 710 mm.

### Atlantic 3025 der SP (1904)

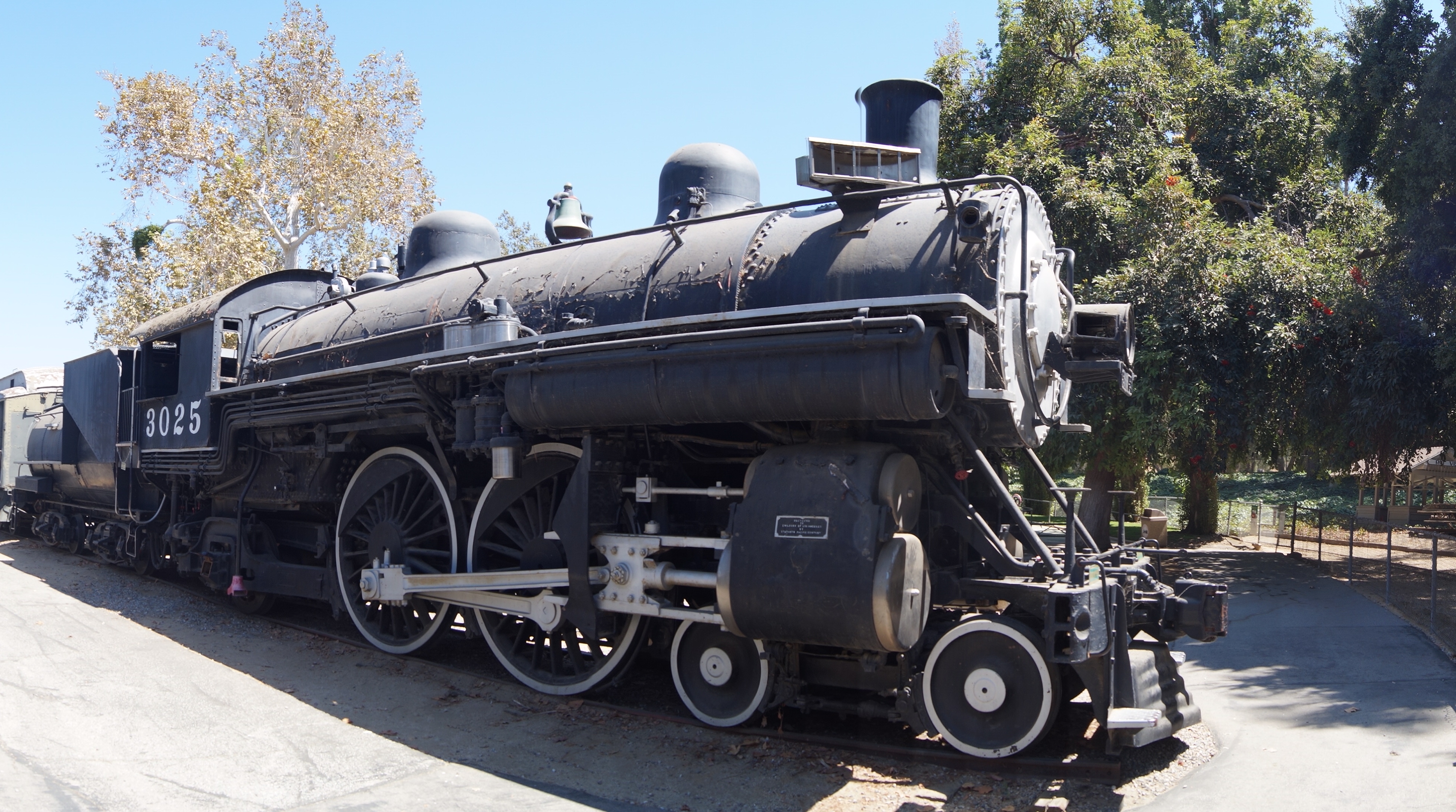
Atlantic 3025 Southern Pacific Railroad

Die 1904 gebaute Dampflokomotive 3025 mit der Achsfolge 2’B1’ h2 (4-4-2, Atlantic) ist eine von 13 von der American Locomotive Company für die Southern Pacific Railroad gebauten Lokomotiven der Klasse A-3. Ihre sehr großen Treibräder mit einem Durchmesser von 2100 Millimetern waren auf eine Geschwindigkeit von mehr als 160 km/h (100 mph) ausgelegt. Die ölgefeuerte Lokomotive hatte einen Kesseldruck von 14 bar und einen Zylinderdurchmesser von 510 Millimetern bei 710 Millimetern Kolbenhub. Die Lokomotive hat eine innenliegende Stephenson-Steuerung. Sie erreichte eine Anfahrzugkraft von 11,2 t. Sie war die erste Normalspurlokomotive, die 1952 in Travel Town ausgestellt wurde, nachdem sie dem Museum von der Southern Pacific übereignet worden war.

### Satteltanklokomotive (1921)

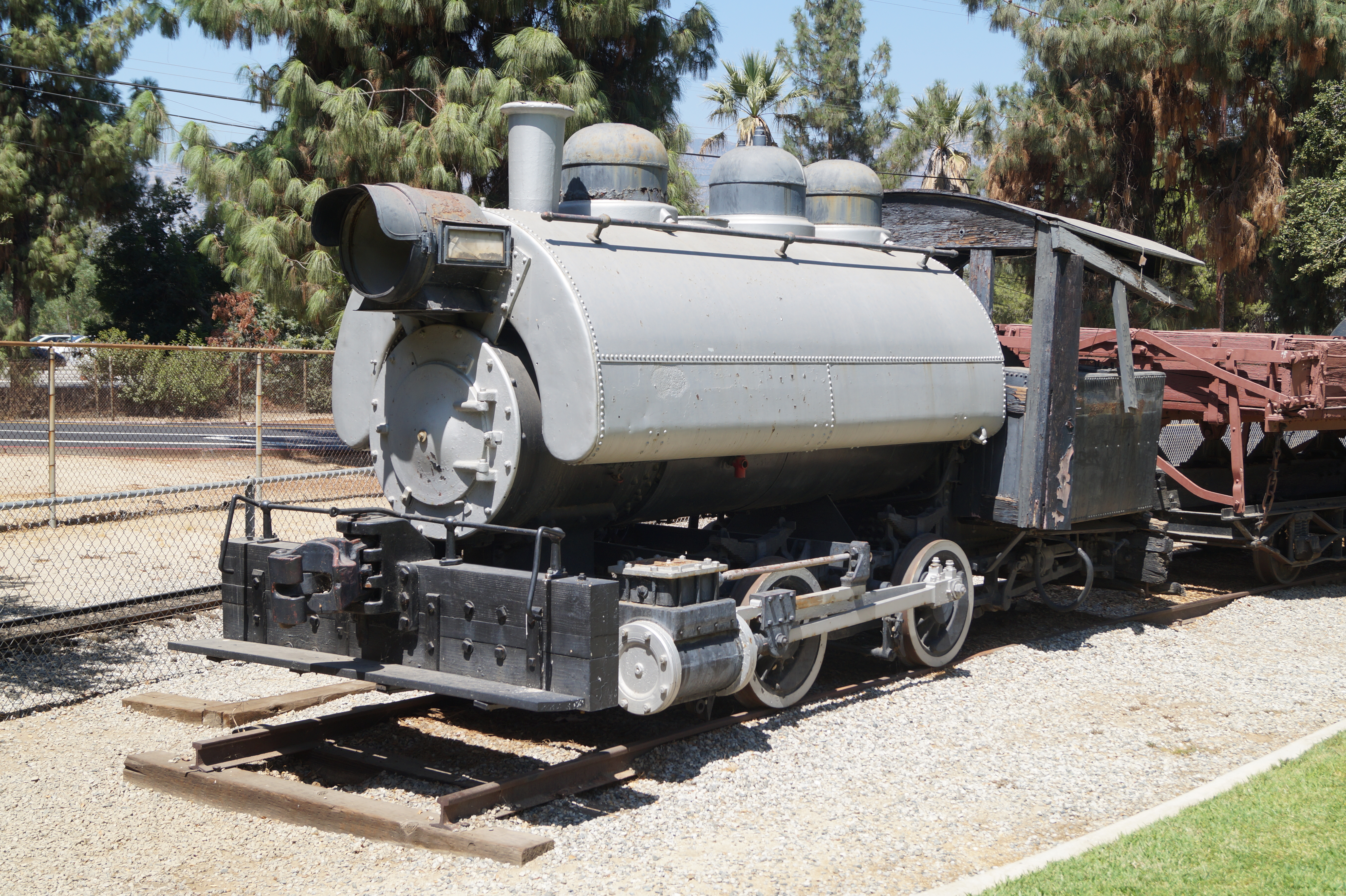
Satteltanklokomotive 31 der Los Angeles Harbor Authority

Die Satteltanklokomotive 31 mit der Achsfolge B n2t (0-4-0T) wurde 1921 von den Davenport Locomotive Works in Davenport (Iowa) für das Hafenamt der Stadt Los Angeles gebaut. Sie war ölgefeuert und hat eine Masse von 5 t. Der Zylinderdurchmesser beträgt 280 Millimeter, der Kolbenhub 410 mm und Raddurchmesser 720 mm. Bei Satteltanklokomotiven umschließt der Wasserkasten den Langkessel auf der Oberseite halbkreisförmig, diese Bauweise wurde insbesondere in Großbritannien angewendet. Sie wurde für den Bau des Hafens San Pedro auf der Insel Catalina, aber gelegentlich auch auf dem Festland eingesetzt. Der Bau des Hafens San Pedro begann 1899 und wurde 1909 ins Stadtgebiet von Los Angeles eingegliedert. Ab den 1920er Jahren wurde er zum geschäftigsten Hafen der US-amerikanischen Westküste. Ab den 1930er Jahren wurde er massiv erweitert, einschließlich einer mehr als 3 km langen äußeren Mole und einer kürzeren inneren Mole mit Anlegestellen für die Schiffe. Die drei Lokomotiven wurden bis in die frühen 1950er Jahre für den Hafenbau eingesetzt, bis dafür Diesellokomotiven beschafft wurden. Die Lokomotive 31 war bereits zur Verschrottung bestimmt, als sie als Kandidat für die Ausstellung in Travel Town erwogen wurde. Sie wurde dem Museum 1953 zusammen mit ihrer Schwesterlokomotive 32 von der Los Angeles Harbor Authority vermacht.

### Satteltanklokomotive 32 der Los Angeles Harbor Authority

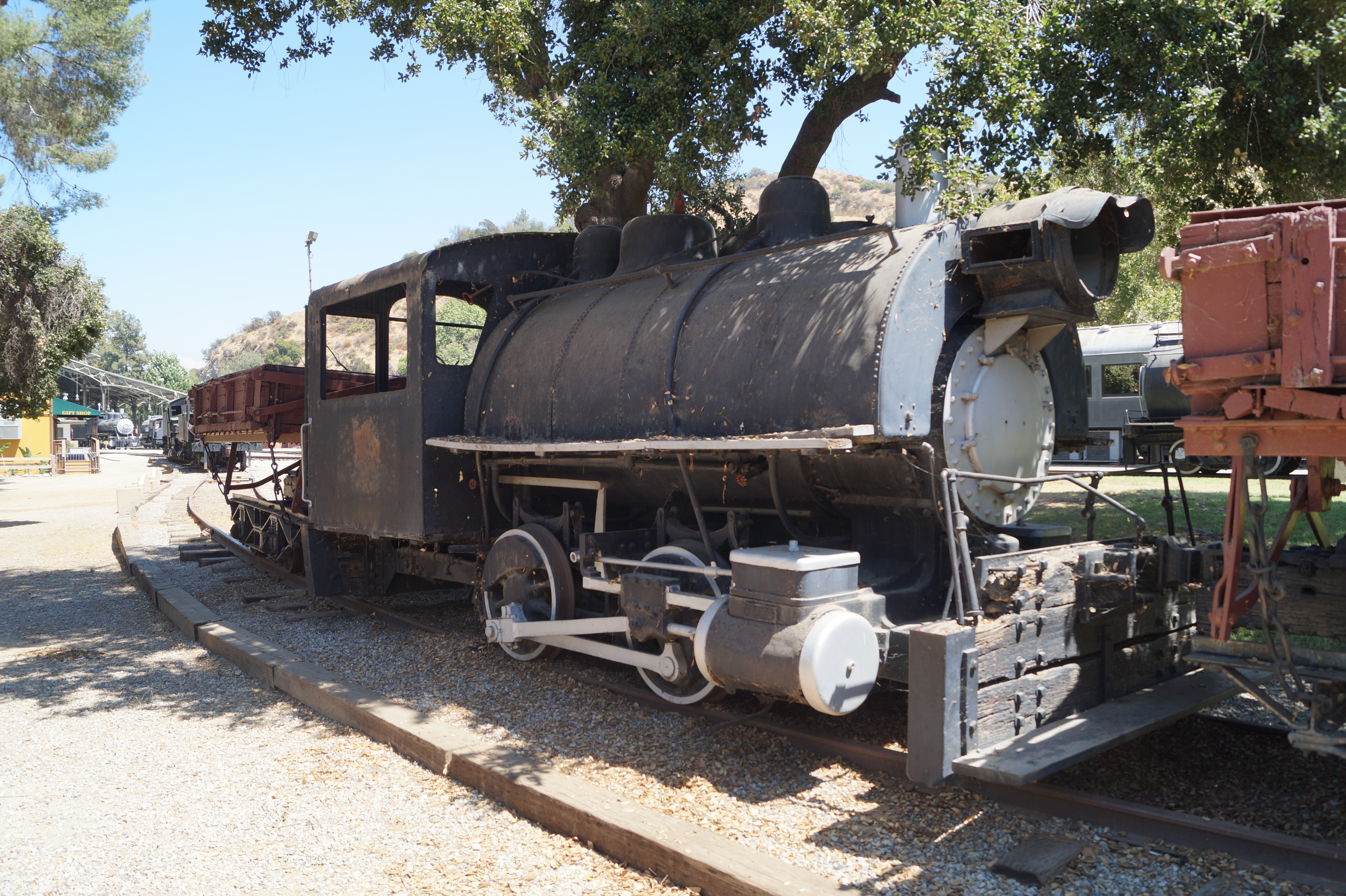
Satteltanklokomotive 32 der Los Angeles Harbor Authority

Die Satteltanklokomotive 32 mit der Achsfolge B n2t (0-4-0T) ist ebenfalls ölgefeuert und hat eine Masse von 17 Tonnen. Sie wurde 1914 von Alco für die Stadt Los Angeles gebaut und hatte einen Kesseldruck von 11,4 bar. Sie hatte eine Anfahrzugkraft von 3,73 t. Sie hat einen Raddurchmesser von 840 mm und einen Zylinderdurchmesser von 280 Millimetern mit 410 mm Kolbenhub. Sie wurde dem Museum 1953 zusammen mit ihrer Schwesterlokomotive 31 von der Los Angeles Harbor Authority vermacht.

### Satteltanklokomotive Conrock 1 der Consolidated Rock Products (1925)

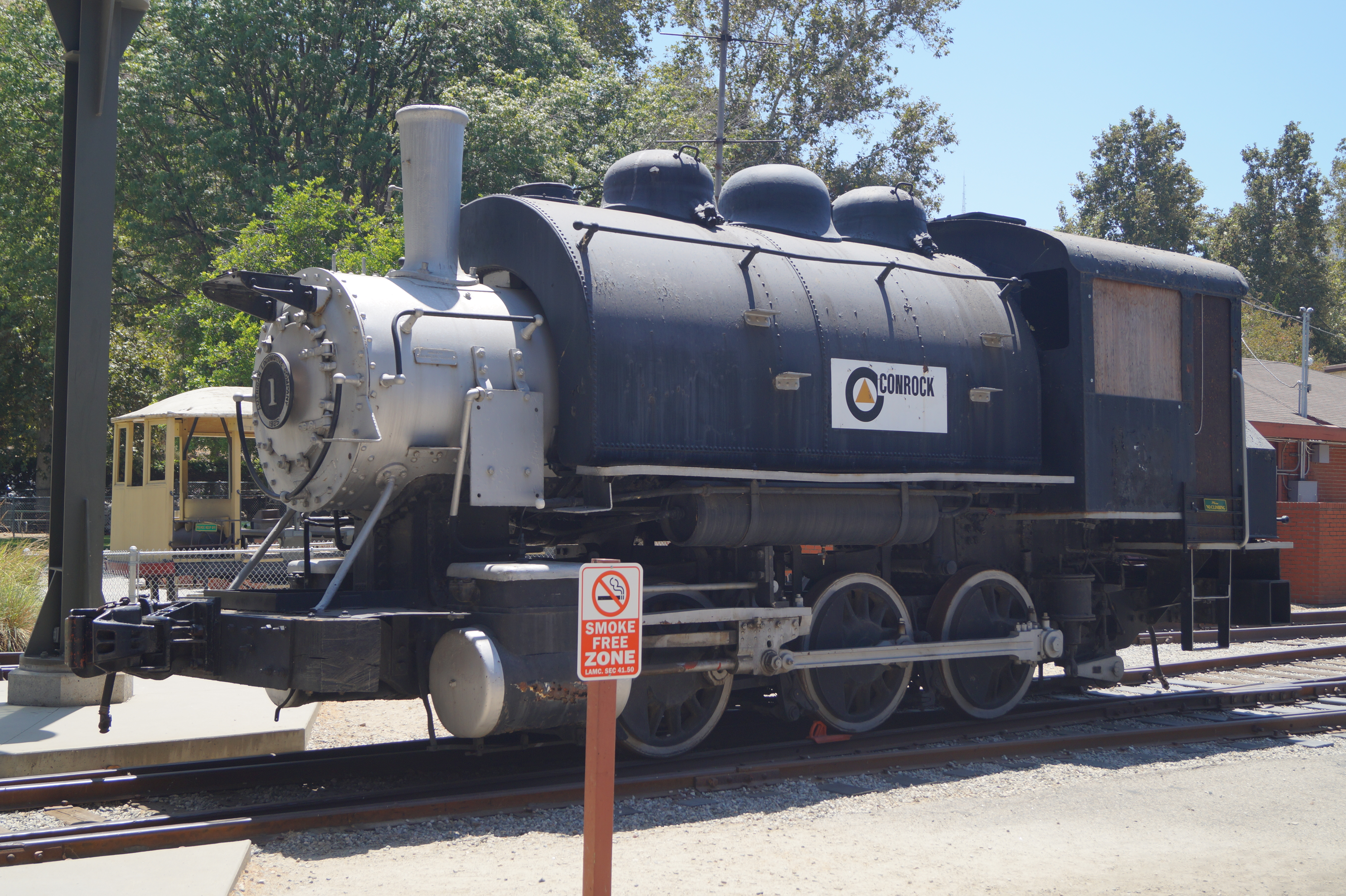
Satteltanklokomotive Conrock 1 der Consolidated Rock Products

Die Satteltank-Rangierlokomotive Conrock 1 mit der Achsfolge C n2t 0-6-0 wurde 1925 von den Cooke Works der American Locomotive Company gebaut. Nachdem sie 30 Jahre lange in einem Steinbruch der Consolidated Rock Products eingesetzt worden war, wurde sie 1955 aufgrund einer Anweisung des Smog Control Board abgestellt und durch eine Diesellokomotive ersetzt.

## Normalspur-Diesellokomotiven und Dieseltriebwagen

### Dieselelektrische Rangierlokomotive von EMD, 1 der US Navy (1942)

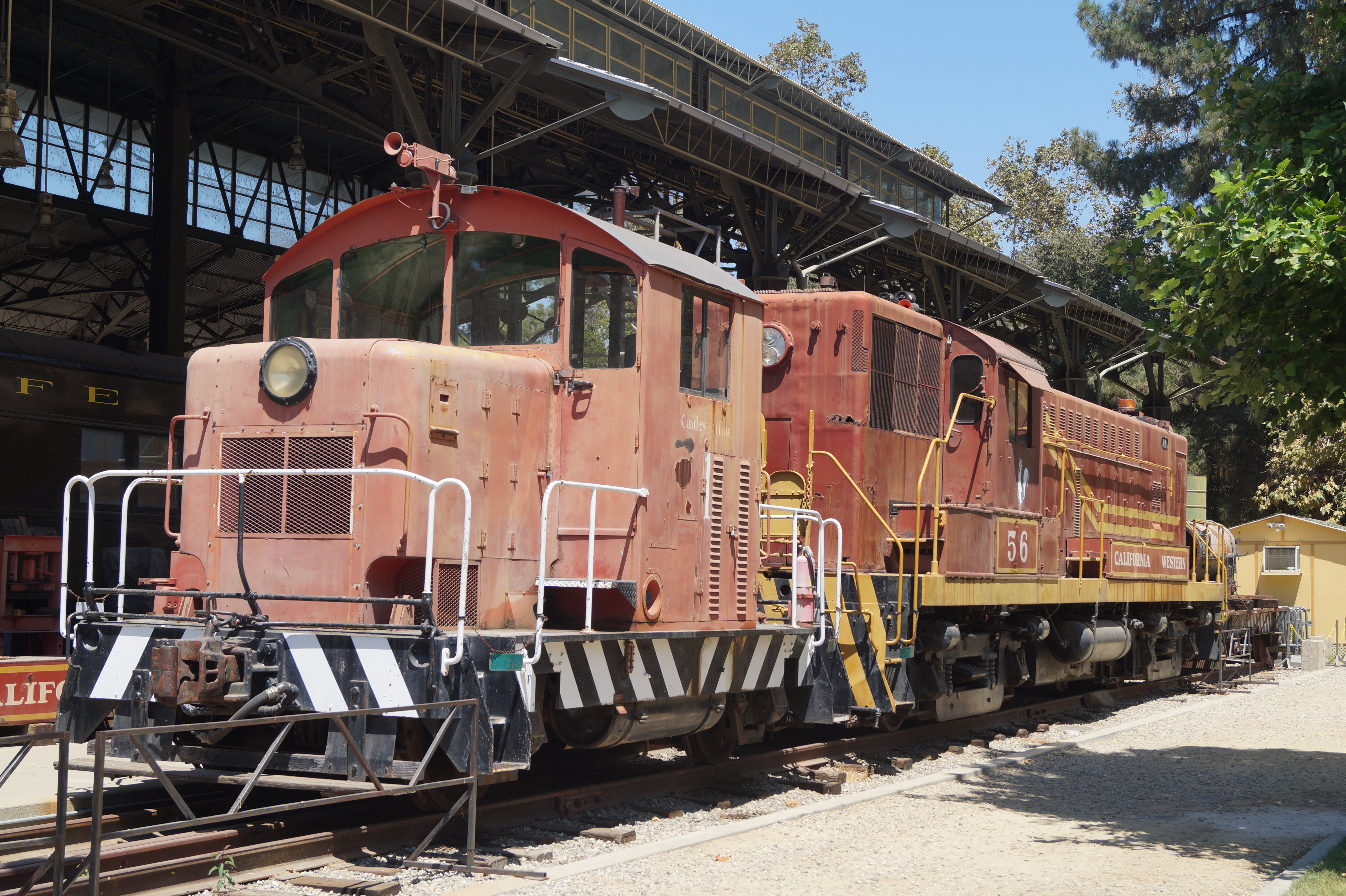
dieselelektrische Rangierlokomotive 1 der US Navy von EMD

Die Rangierlok 1 wurde 1942 als eine von dreien von EMD für die United States Navy gebaut. Sie hat eine Masse von 42 t und eine Leistung von 300 PS. Insgesamt wurden von 1940 bis 1943 elf Lokomotiven dieser Bauart gebaut. Sie transportierte Kohle und Nachschub zur Torpedostation der US Navy auf Goat Island, Rhode Island sowie der North Island Naval Air Station in San Diego (Kalifornien). 1962 wurde sie in die Naval Weapons Industrial Reserve Plant von McDonnell-Douglas Aircraft Corporation in Torrance (Kalifornien) gebracht, wo sie für weiter 25 Jahre eingesetzt wurde. Im März 1988 vermachte McDonnell-Douglas die Lokomotive dem Travel Town Museum, wo sie seitdem als Rangierlok eingesetzt wird. Sie bekam den neuen Namen Charley Atkins nach dem Gründer des Museums. Sie ist ungewöhnlich, weil ihr Generator von zwei gegenläufig laufenden Dieselmotoren vor und hinter der Generatorwelle angetrieben wird.

### Baldwin-Diesellokomotive 56 der McCloud River Railroad (1955)

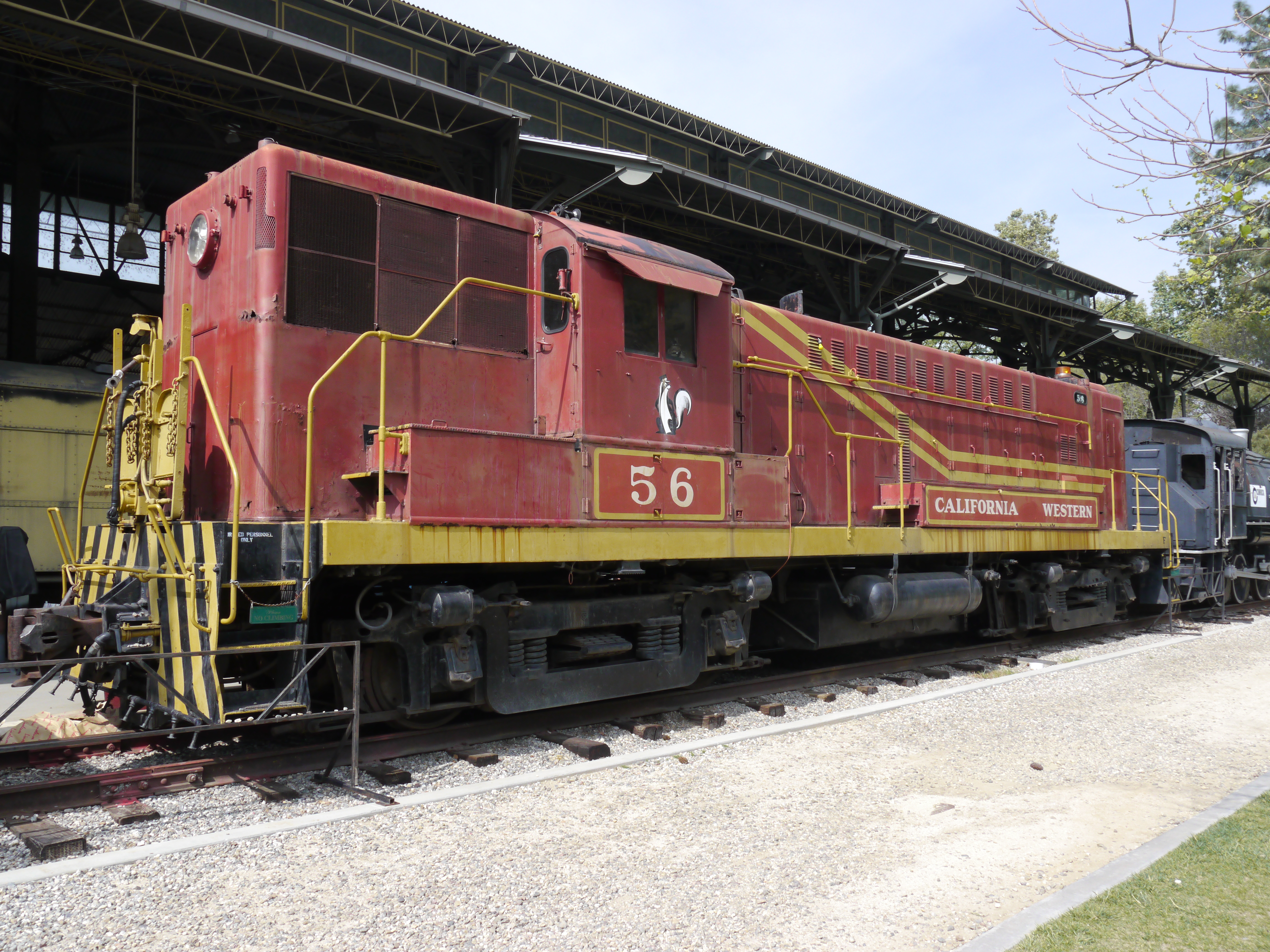
Baldwin-Diesellokomotive 56 der McCloud River Railroad

Die Diesellokomotive 56 wurde 1955 von den Baldwin Locomotive Works für die McCloud River Railroad. Sie wurde von 1970 bis 1992 von der California Western eingesetzt. Sie sollte auf einer geplanten Bahnstrecke von Travel Town zum Los Angeles Zoo genutzt werden, die Crystal Springs & Cahuenga Valley Railroad hätte heißen sollen.

### Triebwagen M-177 (1929)

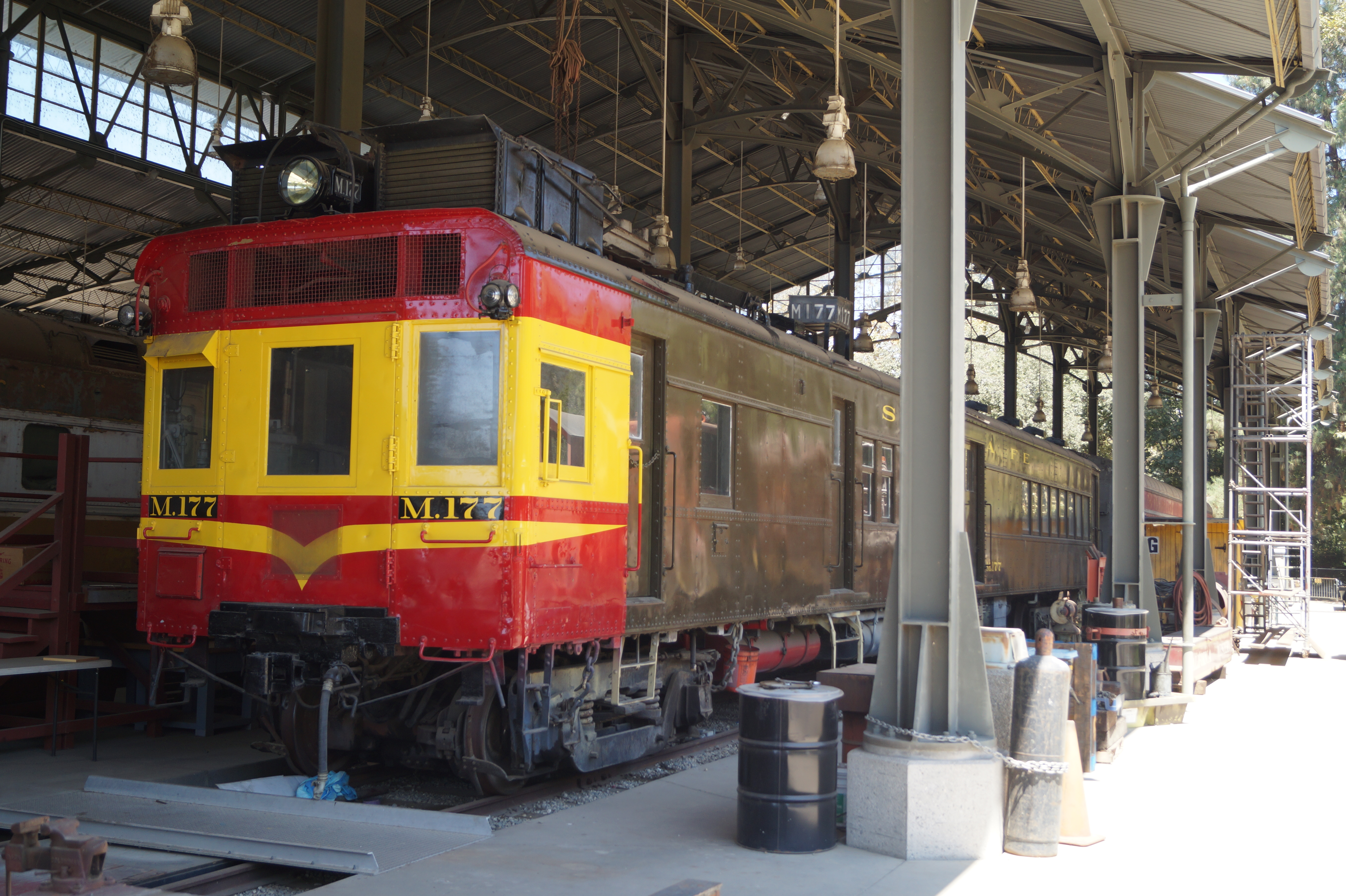
Triebwagen M-177 der AT&SF

Der Triebwagen M-177 der Atchison, Topeka & Santa Fe wurde 1929 aus einem Pullman-Reisezugwagenkasten gebaut, der mit einem dieselelektrischen Antrieb versehen wurde.

## Normalspur-Elektrolokomotiven und Elektrotriebwagen

### Electra1544 der North Shore Railroad (1902)

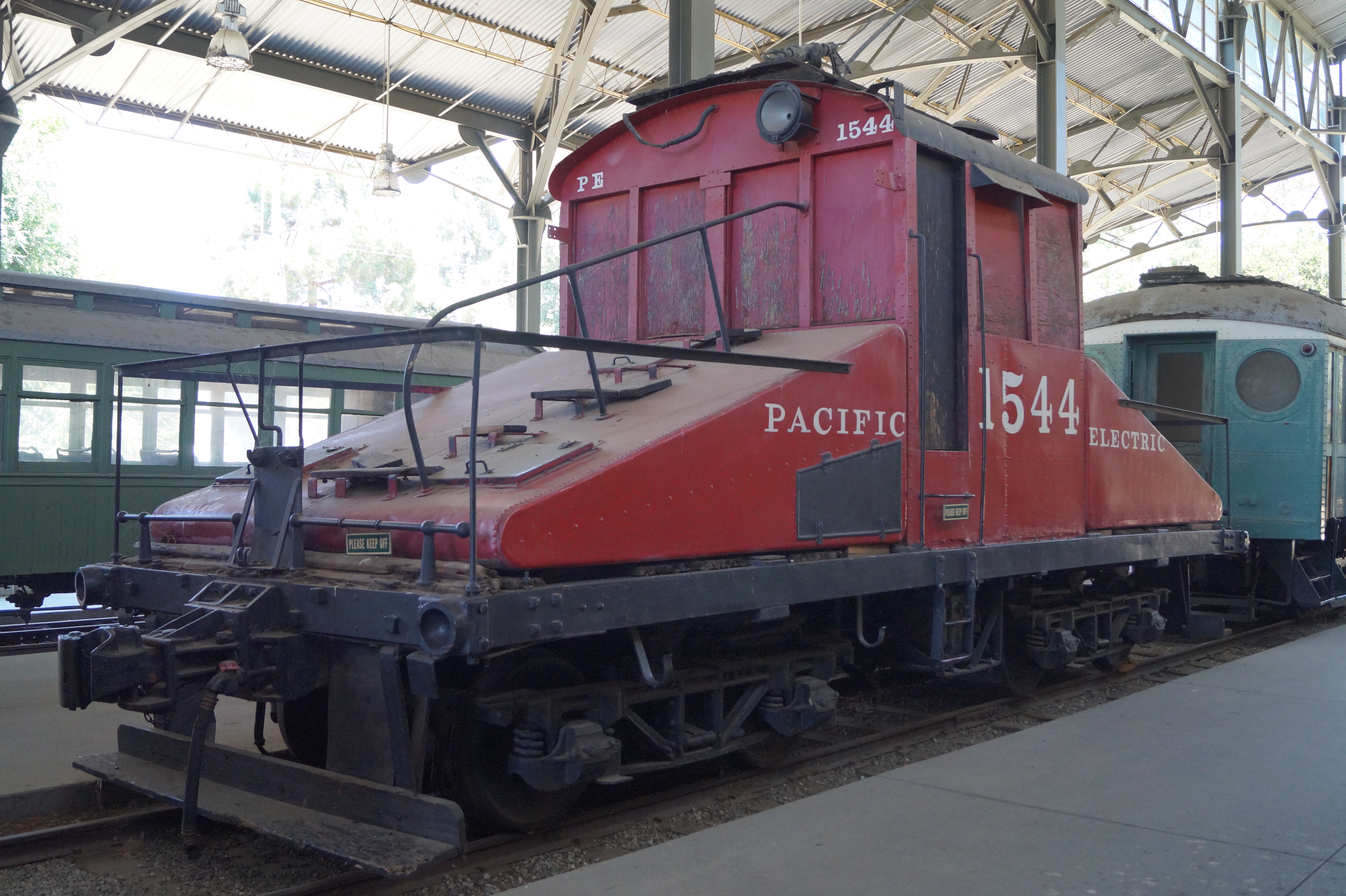
Electra 1544 der North Shore Railroad

Die Elektrolokomotive Electra wurde 1902 von der North Shore Railroad in Sausalito gebaut. Sie wurde bei den Aufräumungsarbeiten nach dem Erdbeben von San Francisco 1906 eingesetzt. Sie wurde später von der Pacific Electric Railroad erworben und bis 1952 als Werks- und Rangierlok eingesetzt.

### Blimp1543 der SP (1911)

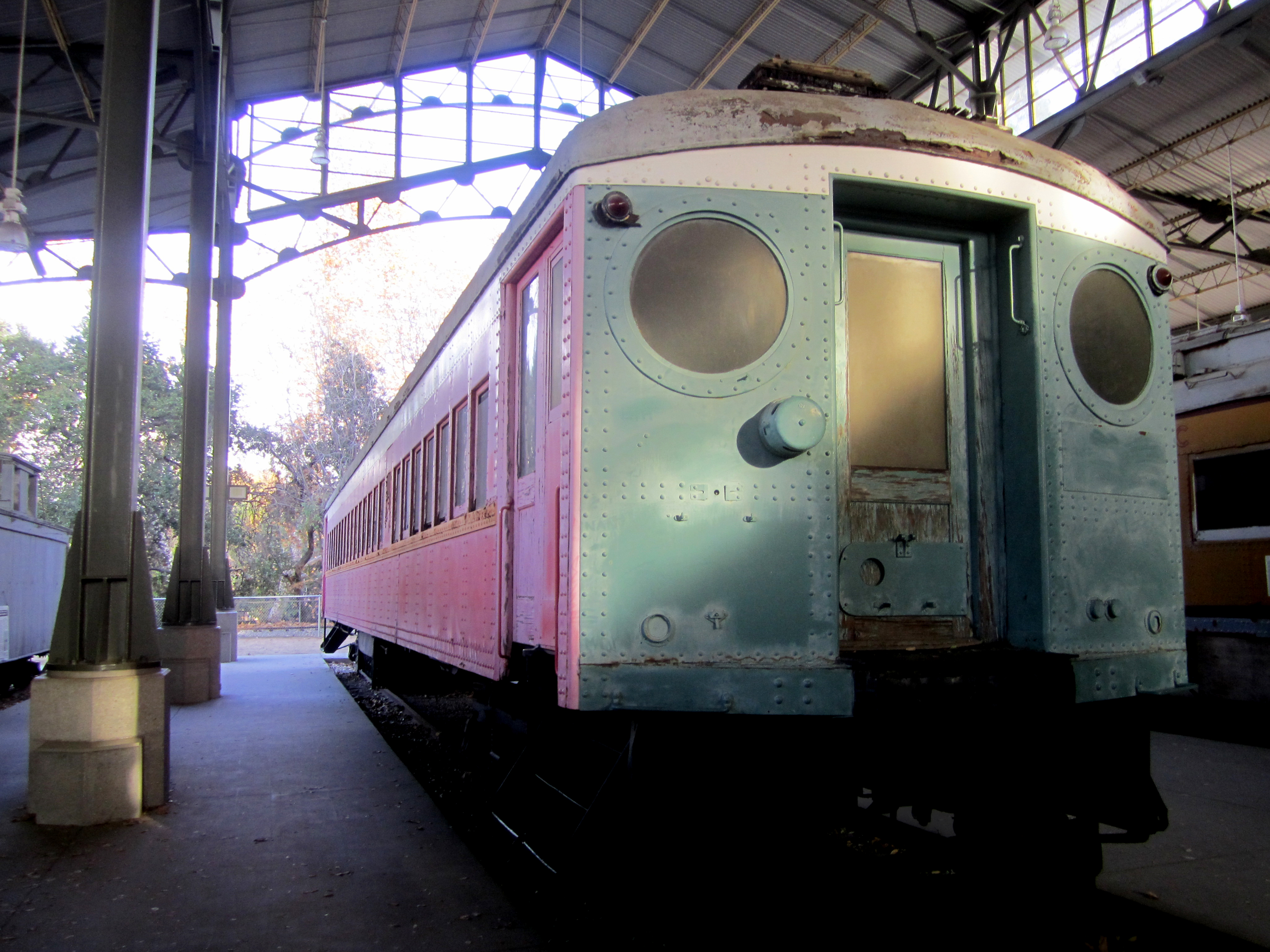
Blimp 1543 der Southern Pacific Railroad

Der elektrische Triebwagen 1543 wurde 1911 für die elektrifizierten Strecken der Southern Pacific Railroad an der East Bay gebaut. Die Interurban Electric Railway wurde 1941 stillgelegt, aber die United States Maritime Commission übergab diesen und ähnliche Elektrotriebwagen während des Krieges an die Pacific Electric. Sie wurden wegen ihrer Größe Blimps genannt. Die Hälfte des Wagens ist in der roten Farbgebung der IER und PE lackiert, die andere in der grünen Farbgebung der Los Angeles Metropolitan Transit Authority, die in nach 1958 für den Personenverkehr einsetzte.

## Normalspurwagen

### SchlafwagenRose Bowlder UP (1937)

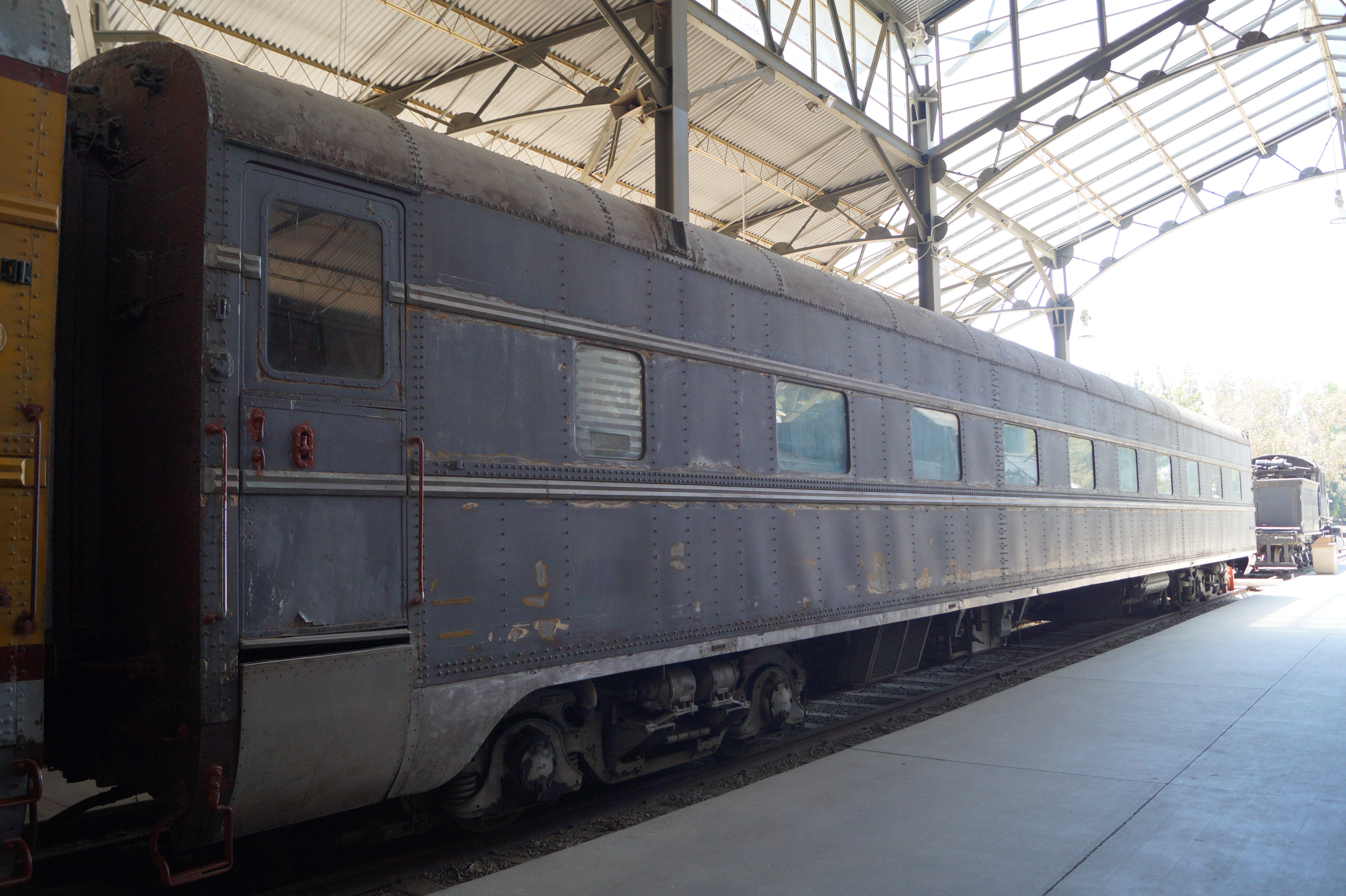
Schlafwagen 6636 Rose Bowl

Der Schlafwagen 6636 mit 18 Zweibettabteilen der Union Pacific Railroad wurde 1937 gebaut. Er entgleiste beim Eisenbahnunfall von Harney in der Nacht vom 12. August 1939 mit dem City of San Francisco, als sich dieser mit nahezu 140 km/h einer Brücke in Nevada näherte. Fünf von den 13 Wagen des Zuges, die alle einfallsreiche Namen wie Nob Hill und Fisherman’s Wharf von Landmarken in der Gegend von San Francisco hatten, rutschten in den Fluss unter der Brücke und drei weitere eine Böschung hinab. Fünf Wagen kamen aufrecht zum Stehen, einschließlich dieses All-Roomette-Schlafwagens, der damals noch den Namen Telegraph Hill trug. Bei diesem Unfall kamen 24 Menschen zu Tode und weitere 121 wurden verletzt. Der Wagen wurde daraufhin repariert, in Rose Bowl umbenannt und im Zug City of Los Angeles eingesetzt. Bei den Ermittlungen wurde Sabotage als Unfallursache ausfindig gemacht, aber die Saboteure wurden nie gefunden und der Gleiszustand immer wieder in Frage gestellt. Der Wagen hat ein Gewicht von 20 t und eine Länge von 26 m. Er wurde 1992 von den Railroads of Hawaii erworben.

### Pullmann Schlaf- und ClubwagenLittle NuggetLA-701 (1937)

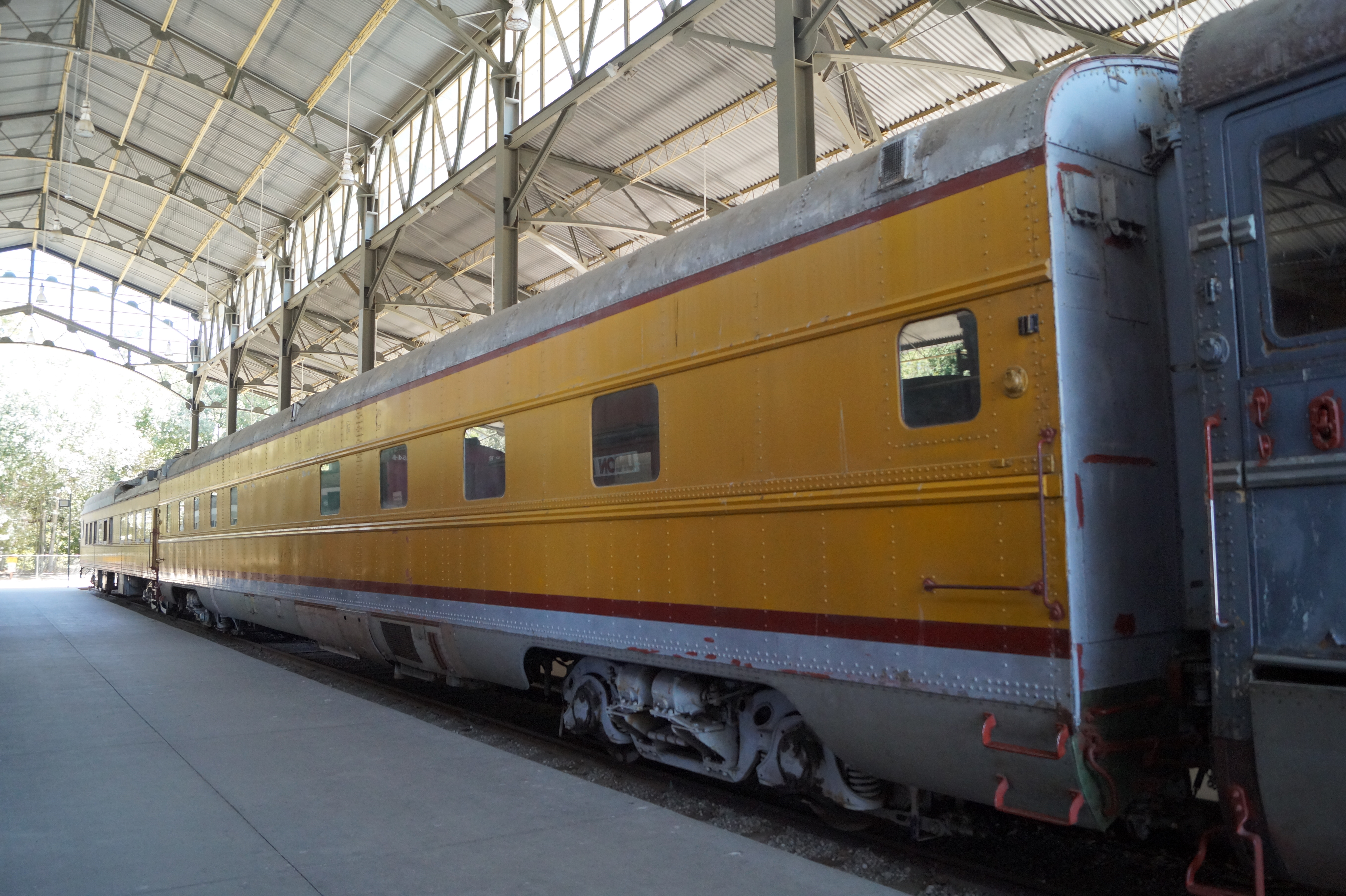
Pullmann Schlaf- und Clubwagen Little Nugget LA-701

Der Wagen LA-701, Little Nugget, ist ein 1937 gebauter Pullmann-Schlaf- und Clubwagen der Union Pacific Railroad. Er wurde von der Pullman-Standard Car Manufacturing Company, einem Tochterunternehmen der Union Pacific and Chicago & North Western Railroads für den damals neuen Stromlinienzug City of Los Angeles beschafft. Zu dieser Zeit galt der Zug als Zenit im Schienenfahrzeugbau. Es war einer der am aufwändigsten ausgestatteten Wagen aller Zeiten, der als Club-Lounge für die Fahrgäste der ersten Klasse des Pullman-Zuges eingesetzt wurde.

### Railway Post Office 12 der SP (um 1880)

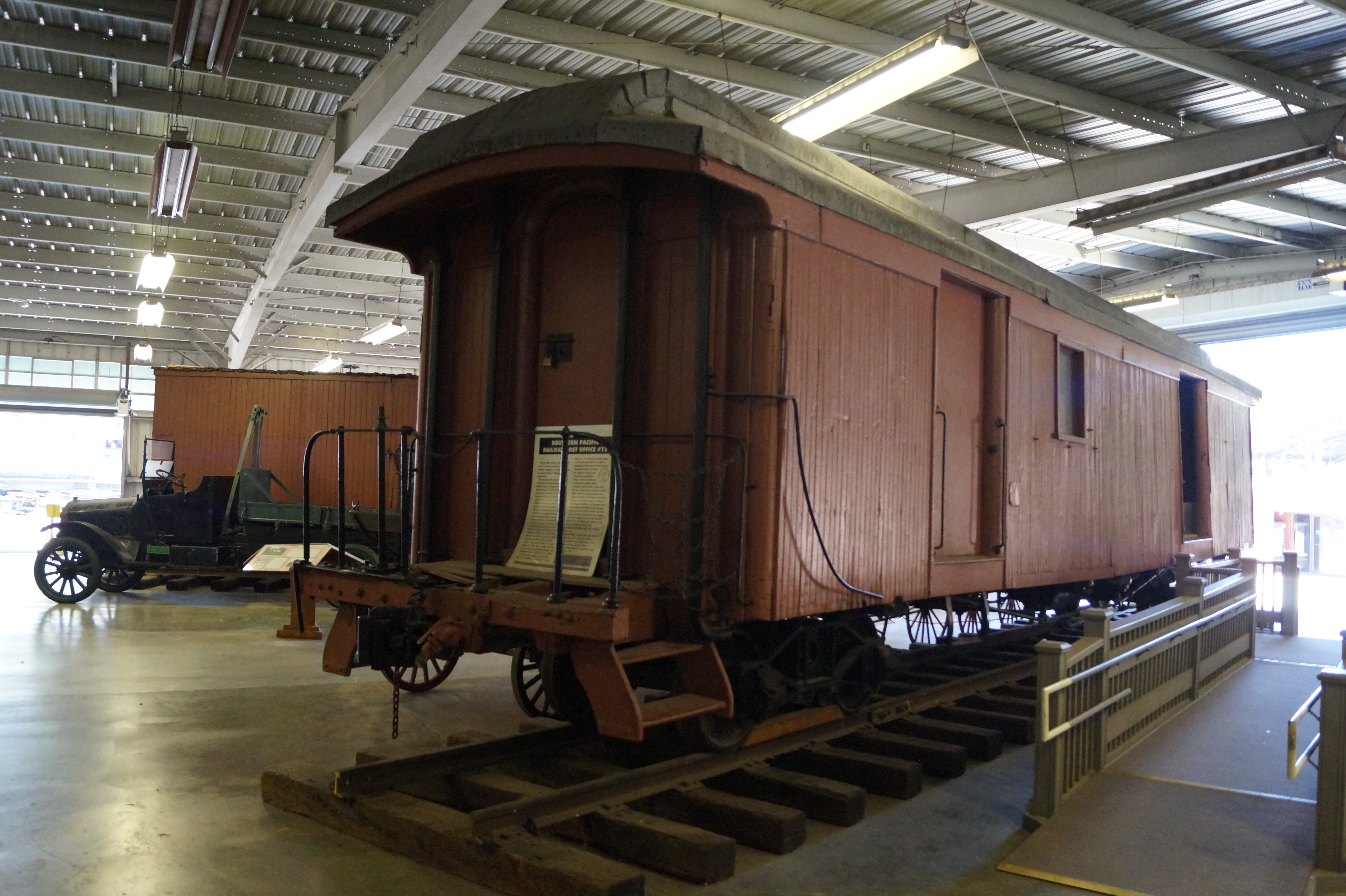
Railway Post Office 12 der Southern Pacific Railroad

Der Schmalspurwagen in Holzbauart mit einer Spurweite von 914 mm (3 Fuß) aus dem 19. Jahrhundert war ein Bahnpostwagen der Southern Pacific Railroad, der auch als Caboose, Gepäckwagen, Postwagen und als kombinierter Gepäck-Post-Wagen eingesetzt wurde. Er wurde um 1880 von den Carter Brothers gebaut. Er hat eine Masse von 13 t und eine Länge von 13 m. Er wurde dem Museum von der Southern Pacific Railroad vermacht.

### Pullman Snack Car 3355 AT&SF (1928)

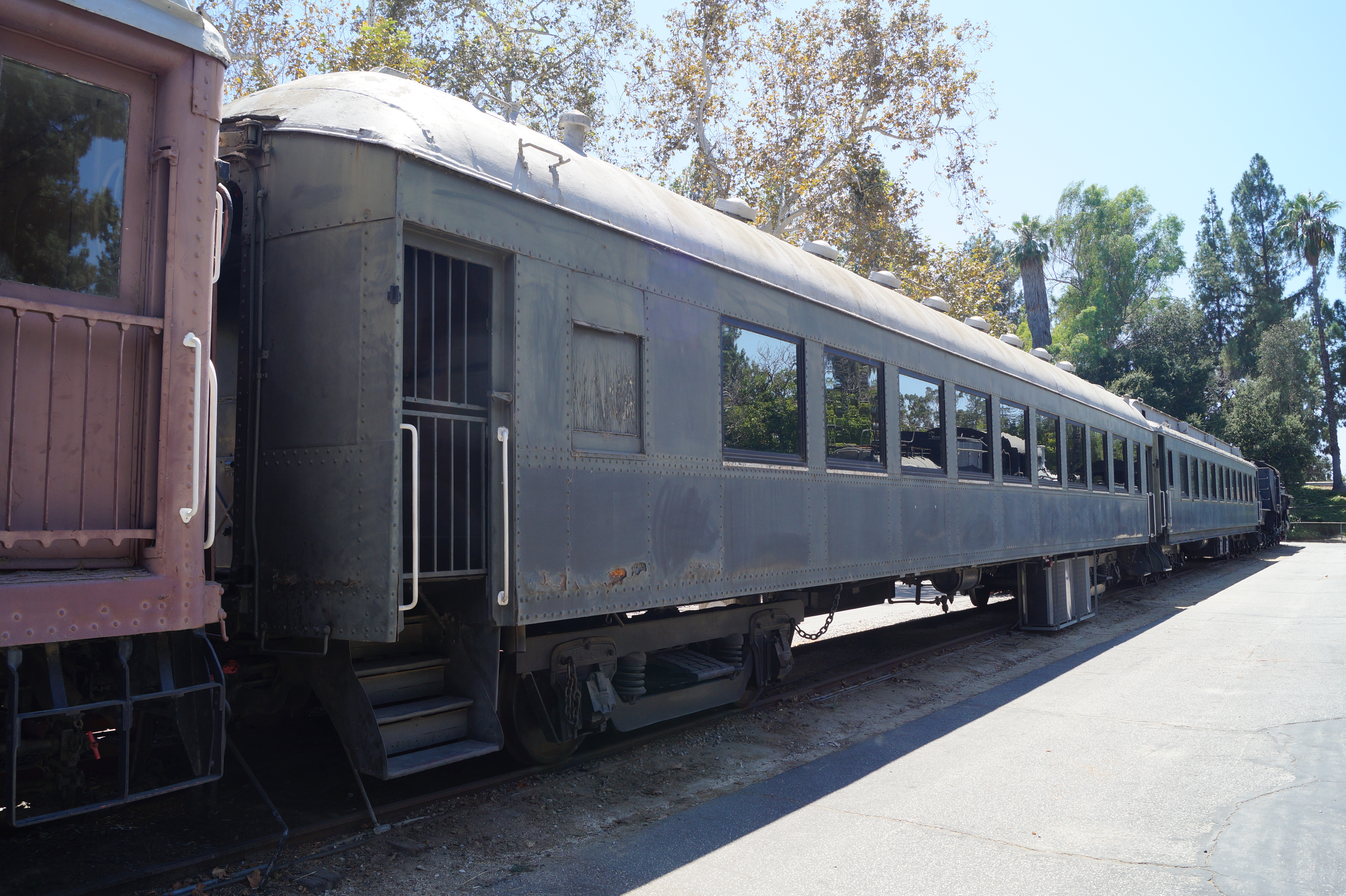
Pullman Snack Car 3355 der AT&SF

Der Pullman Snack Car 3355 der Atchison, Topeka and Santa Fe Railway wurde 1928 für die Pullman Company gebaut.

### Pullman-Speisewagen 3669 der Union Pacific Railroad (1921)

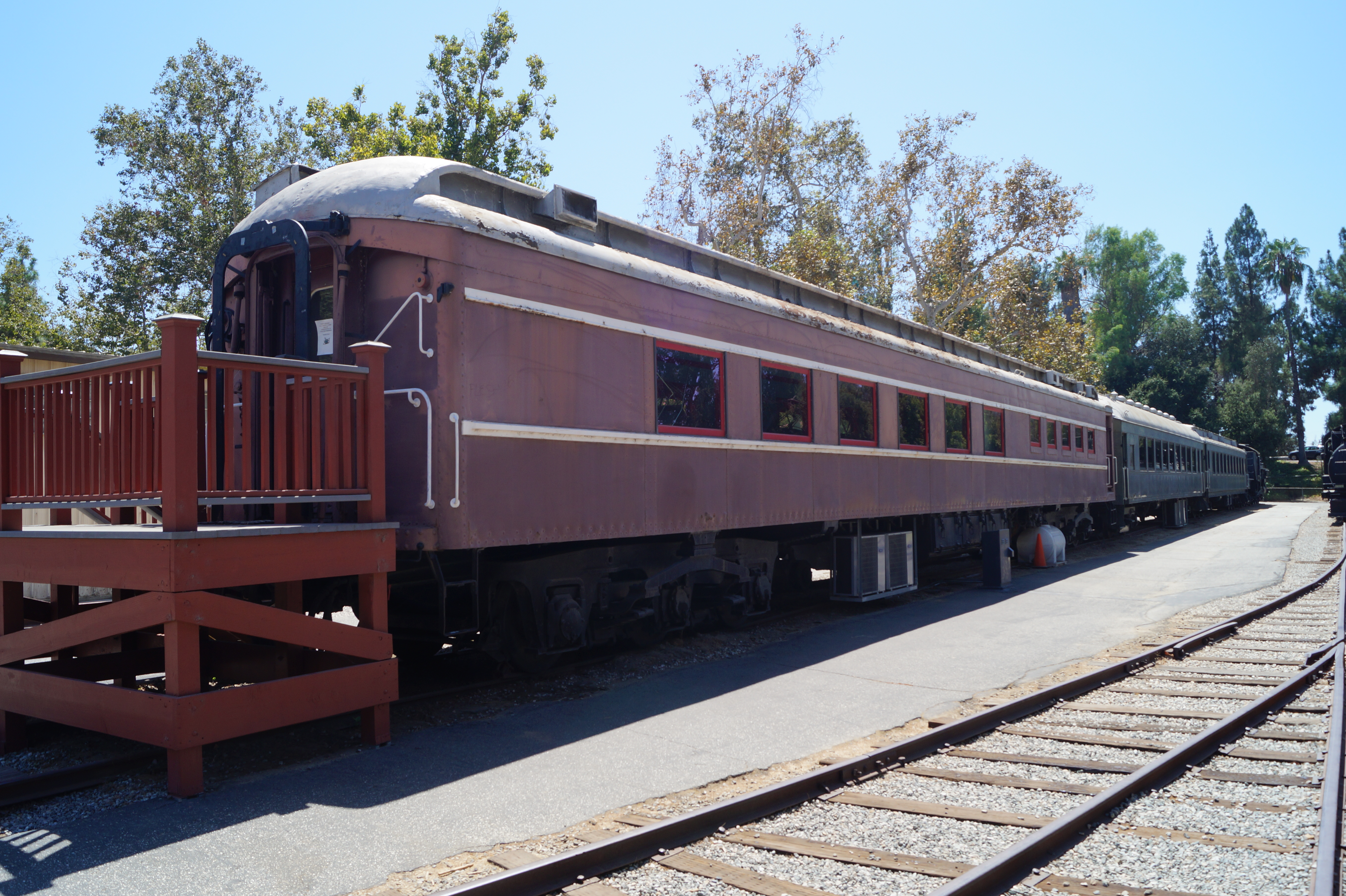
Pullman-Speisewagen 3669 der Union Pacific Railroad

Der Pullman-Speisewagen 3669 der Union Pacific Railroad von 1921, der auch als Union Pacific 369 bekannt ist, wurde 1921 gebaut.

### Caboose 2117 der UP (1881)

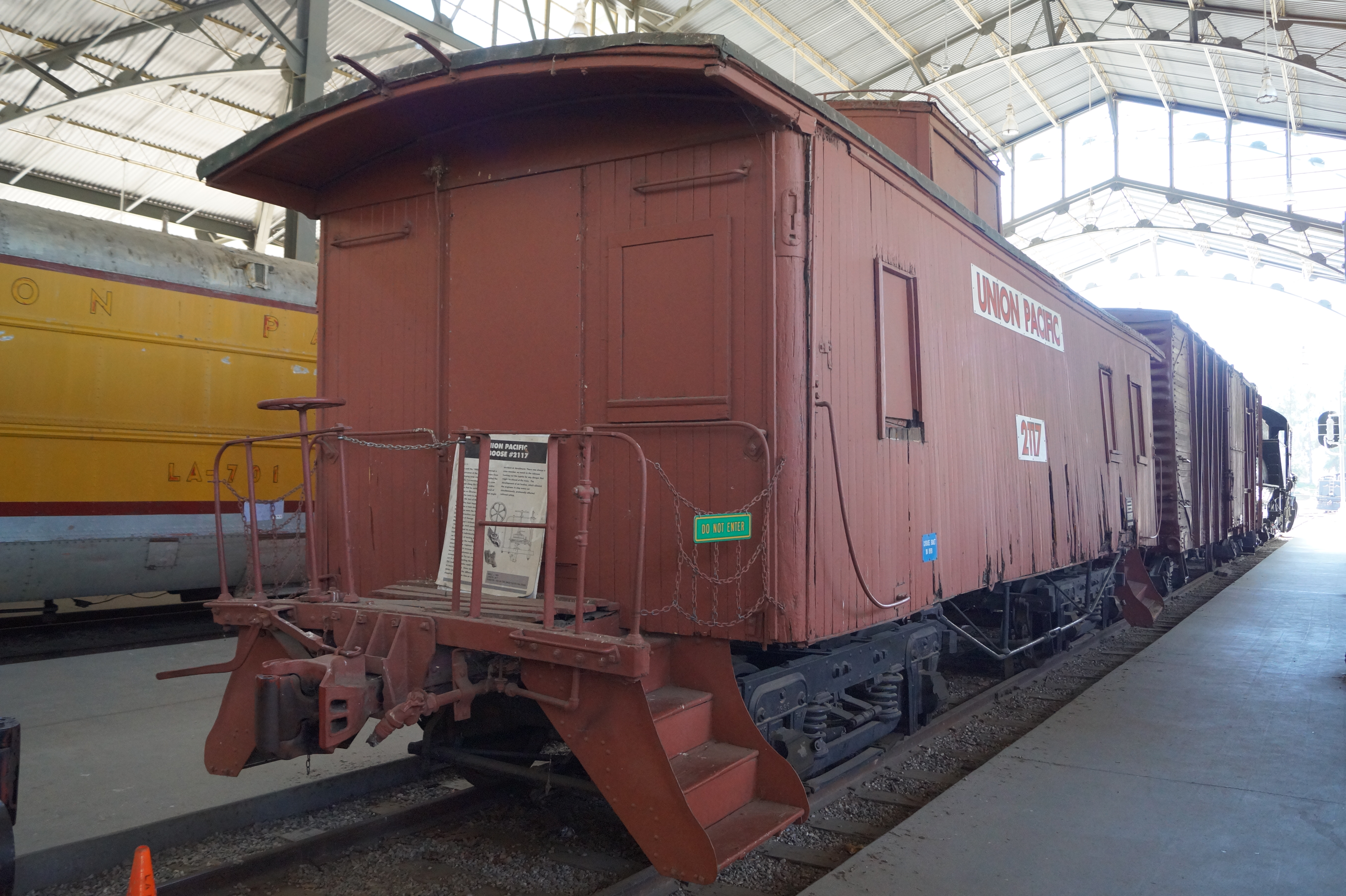
Hölzerne Caboose 2117 der Union Pacific Railroad

Der Caboose 2117 in Holzbauart der Union Pacific Railroad stammt aus dem Jahr 1881. Der Transport dieses Schienenfahrzeugs wurde den Kindern von Los Angeles von der Belyea Truck Company geschenkt.

### Kipploren des Los Angeles Harbor Department

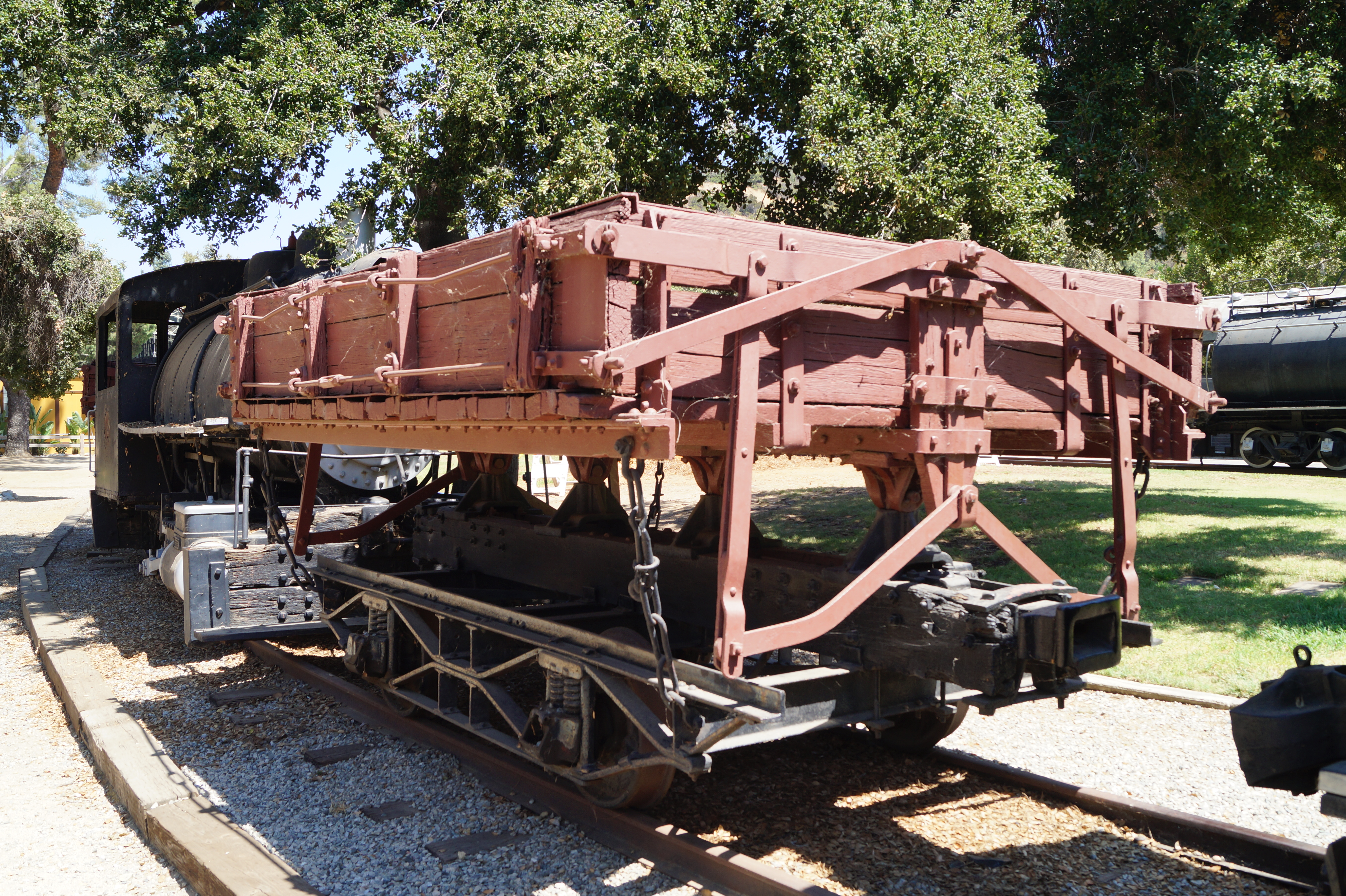
Kipploren des Los Angeles Harbor Department

Zwei Schotter-Kipploren des Los Angeles Harbor Department.

## Schmalspurwagen mit 914 mm (3 Fuß) Spurweite

### Personenwagen 1 der OR&L

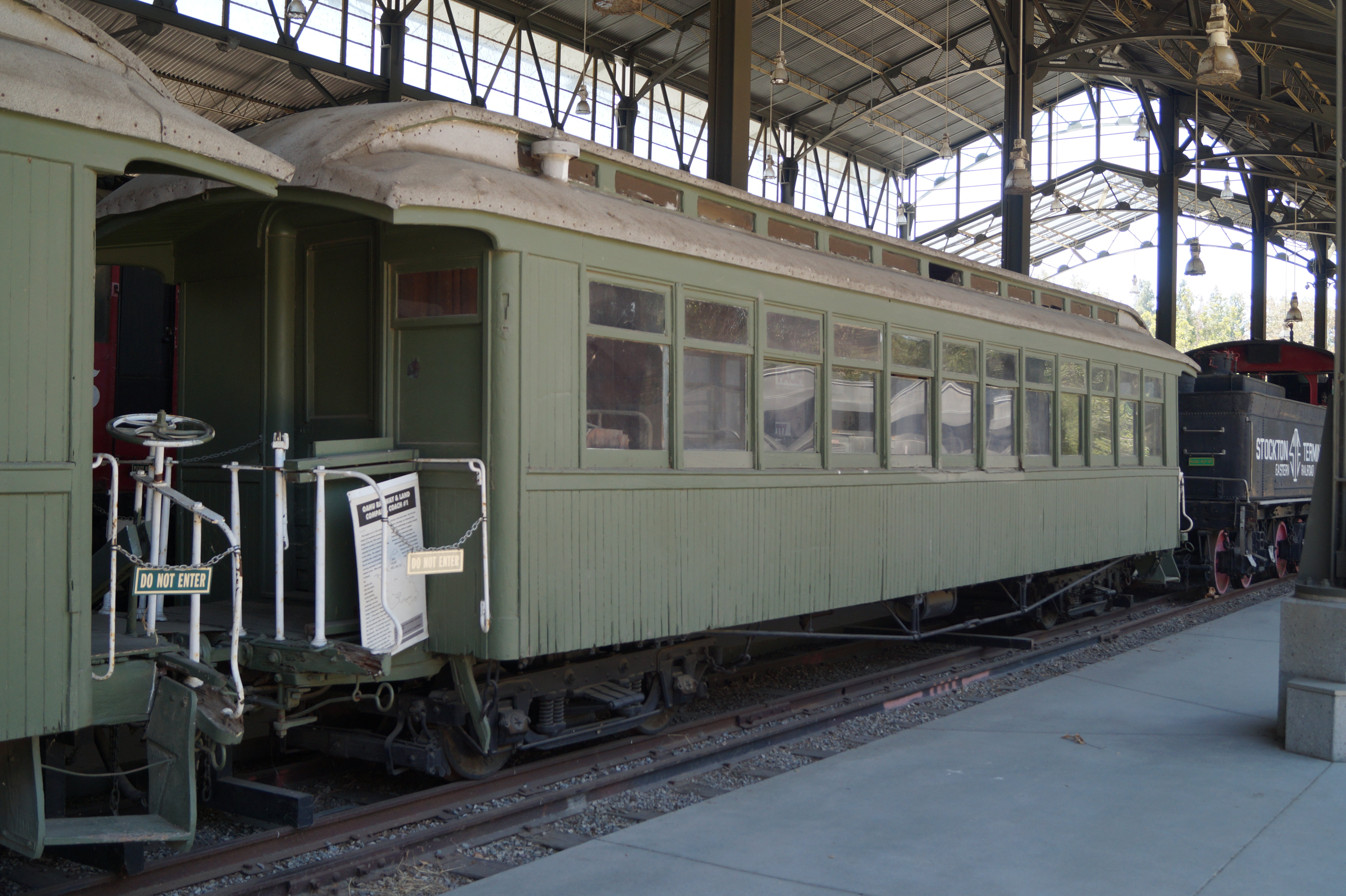
Personenwagen 1 der OR&L

Der Personenwagen 1 in Holzbauart der Oahu Railway & Land Company ist komplett aus Mahagoni-Paneelen gebaut und hatte ursprünglich sehr detaillierte Ornamente auf die Decke aufgemalt. Die Sitzbänke waren ursprünglich wohl ungepolstert aus Holz, weil der Wagen vor allem auf den kurzen Strecken zwischen Hawaiianischen Städten eingesetzt wurde. Der Wagen hatte bereits eine Toilette mit Wasserspülung, wofür ein Loch mit 380 mm Durchmesser aus dem Boden herausgesägt worden war. Oberhalb davon war ein trichterförmiges Metallrohr mit einer Öffnung von oben 250 mm platziert, oberhalb dessen es einen aus Metall gefertigten runden Sitz gab. Die Schienenfahrzeuge der Hawaiian railroads in der Travel Town wurden dem Museum durch die Bemühungen der lokalen Gruppe der Railway and Locomotive Historical Society überlassen, die 1953 enge Kontakte mit Hawaii pflegte. Ab 1955 zog die Oahu Railway & Land Company Lokomotive 85 den Personenwagen 1 und den kombinierten Personen-, Post- und Gepäckwagen 36 für Ausflugsfahrten über die Gleise von Travel Town. Die Gleise der Crystal Springs & Southwestern Railway genannten Eisenbahn waren parallel zu der Trasse verlegt, auf der 10 Jahre später der Ventura Freeway gebaut wurde. Die Fahrkarten kosteten 20 Cents für Erwachsene und 10 Cents für Kinder. Der Betrieb wurde 1961 eingestellt.

### Kombinierter Personen-, Post- und Gepäckwagen 36 der OR&L

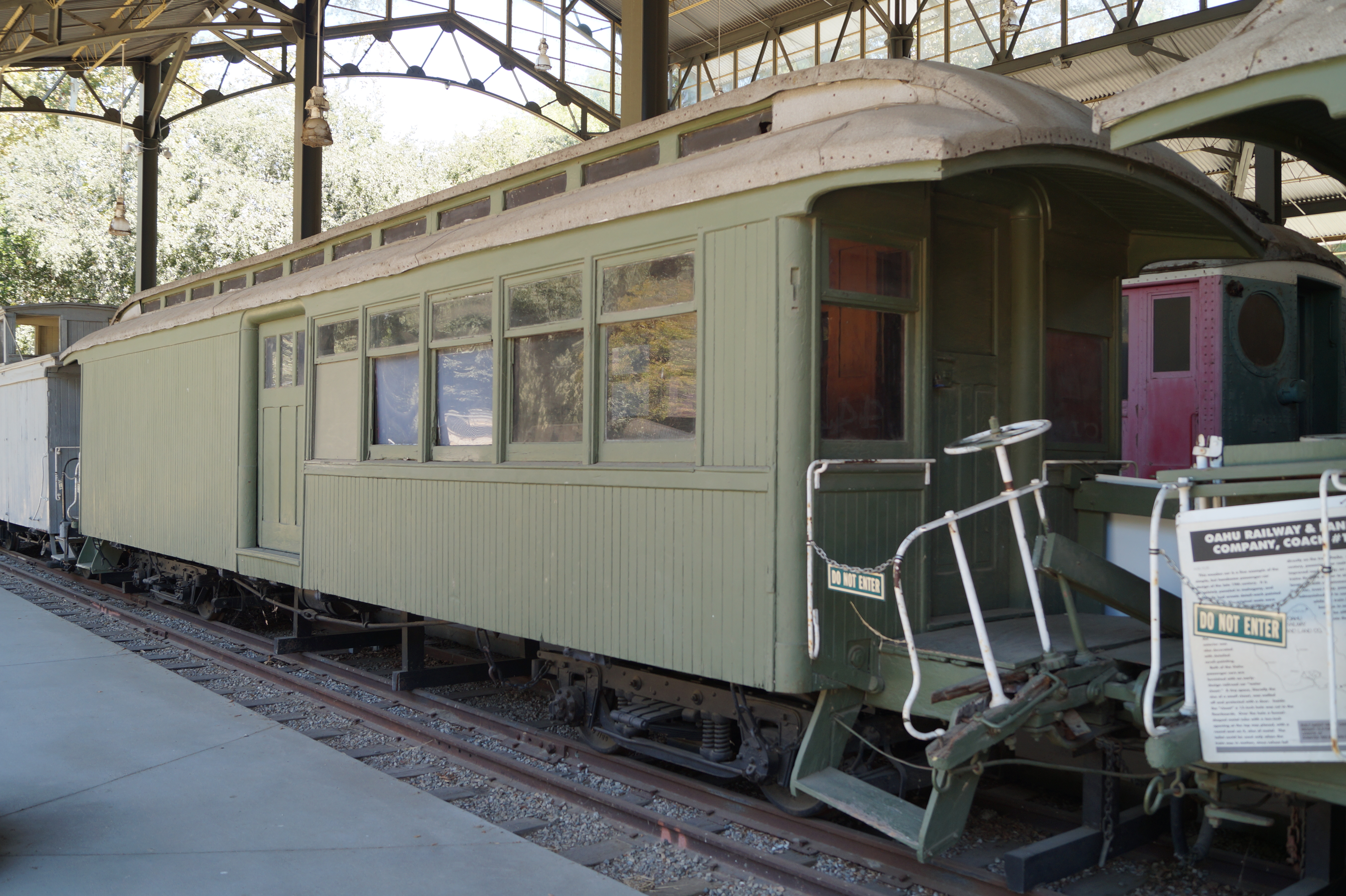
Kombinierter Personen-, Post- und Gepäckwagen 36 der OR&L

Der kombinierte Personen-, Post- und Gepäckwagen, der von den Oahu Railway & Land Shops gebaut wurde, hatte ein Abteil für Fahrgäste und eines für Gepäck und Post. Er wurde normalerweise an der Zugspitze mit dem Gepäck- und Postabteil in Richtung Lokomotive eingestellt. Dadurch sollten Diebstähle vermieden werden, da die Fahrgäste das Gepäckabteil nicht betreten mussten. Normalerweise enthielten die kombinierten Wagen nur Sitzplätze zweiter Klasse, sie waren weniger elegant eingerichtet als die übrigen Personenwagen. Sie wurden nahezu ausschließlich von männlichen Fahrgästen als Raucherabteile genutzt, da Frauen vor dem Zweiten Weltkrieg selten in der Öffentlichkeit rauchten. In einigen Staaten waren sie den Fahrgästen vorbehalten, die wegen der Jim-Crow-Gesetze aufgrund ihrer Hautfarbe oder gesellschaftlichen Stellung nicht zusammen mit den anderen Fahrgästen ein Abteil teilen konnten. Der Wagen hat eine Masse von 11,5 t und eine Länge von 13 m.

### Viehtransportwagen 163 der SP

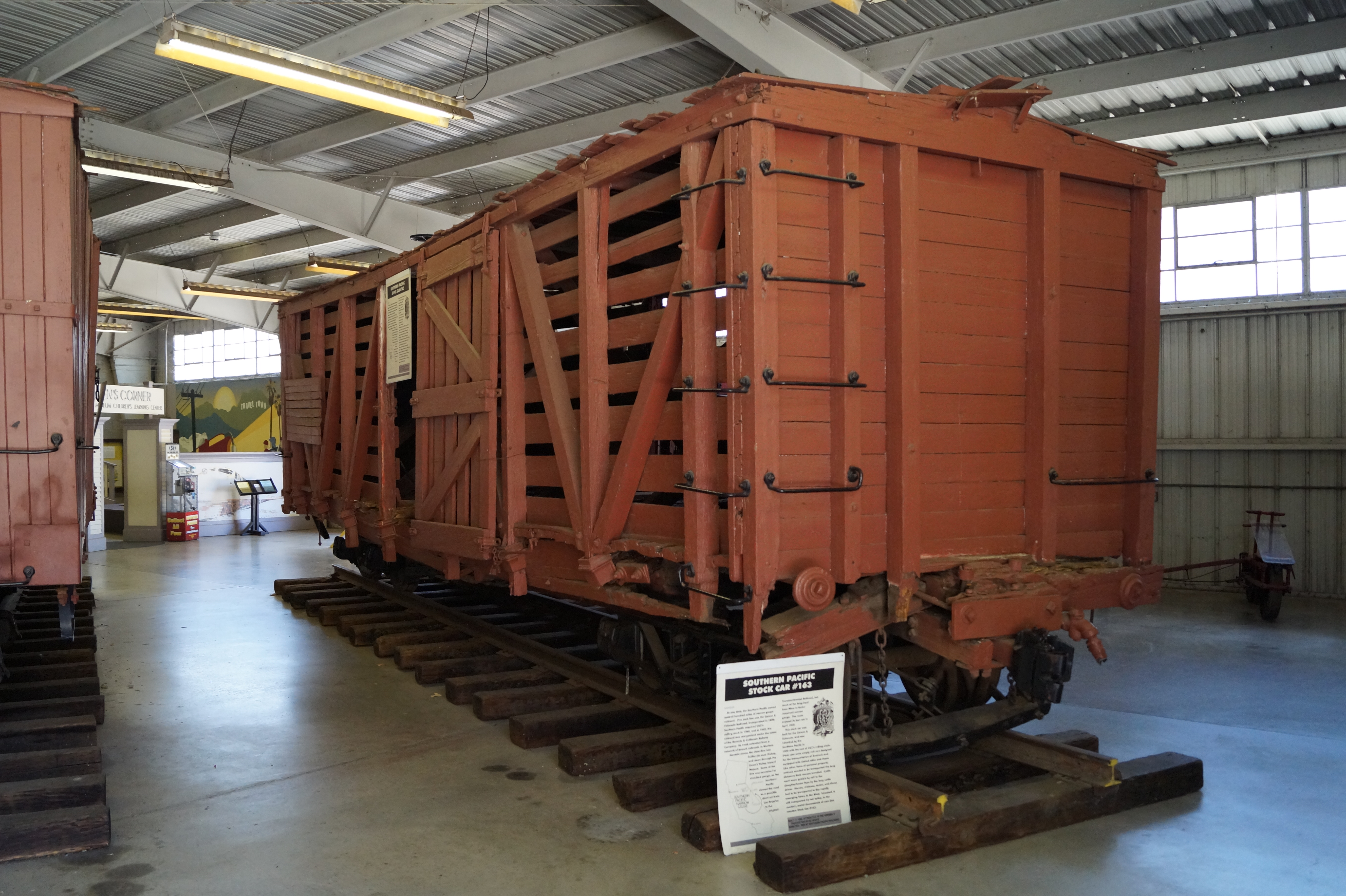
Viehtransportwagen 163 der Southern Pacific Railroad

Der hölzerne Schmalspur-Güterwagen mit einer Spurweite von 914 mm (3 Fuß) wurde ursprünglich auf der 1880 gegründeten Carson & Colorado Railroad (C&C) eingesetzt. Die Southern Pacific Railroad erwarb 1900 die Schienenfahrzeuge der C&C, bis sie ab 1905 unter dem Namen Nevada & California Railway Company betreiben wurden. Der Wagen wurde zum Viehtransport eingesetzt und hatte daher luftdurchlässige Seitenwände und Türen.

### Gedeckter Güterwagen 1 der C&C

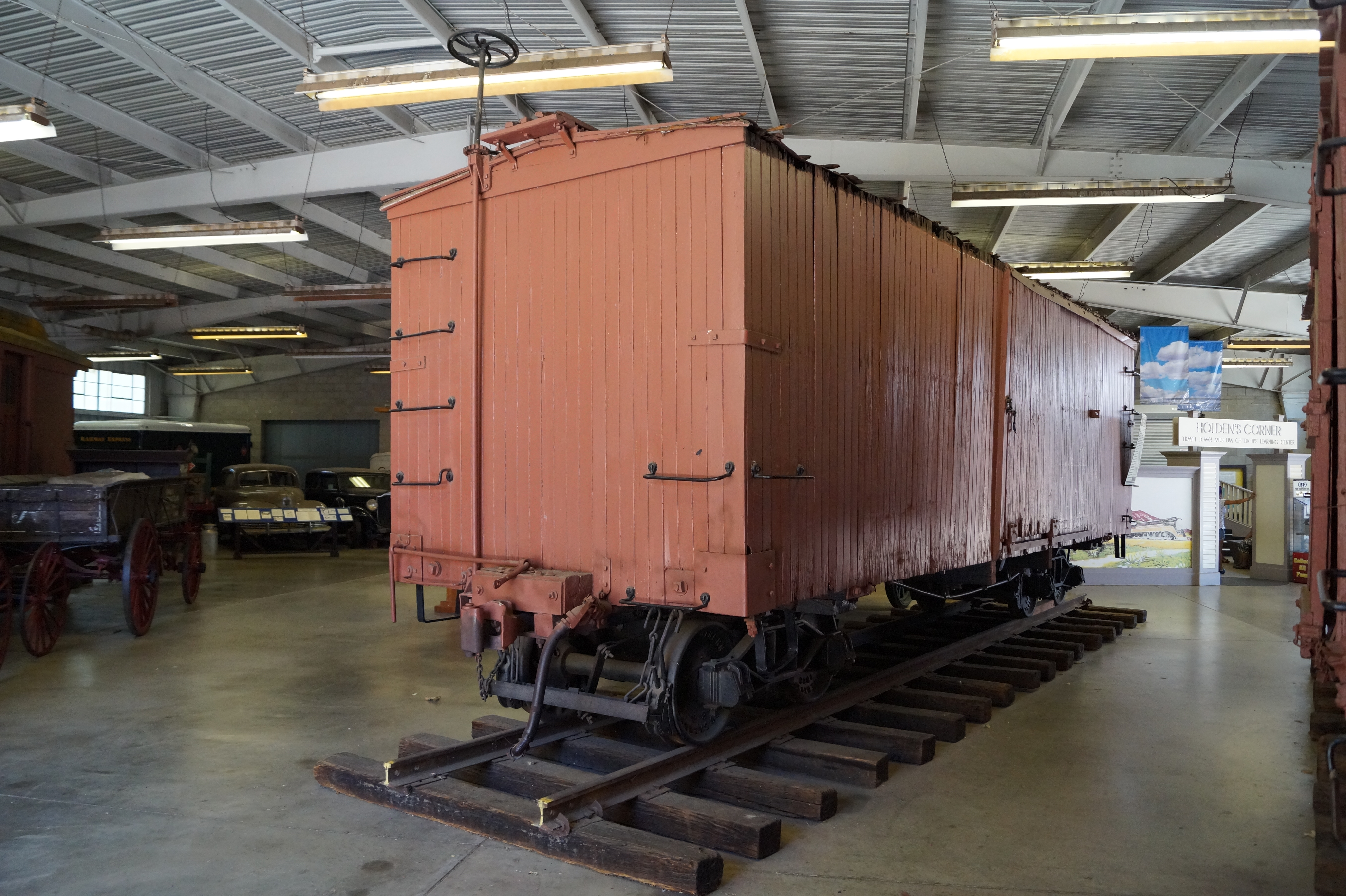
Gedeckter Güterwagen 1 der Carson and Colorado Railroad

Der hölzerne gedeckte Güterwagen wurde von den Carter Brothers in Newark (Kalifornien) an der Ostküste der Bucht von San Francisco gebaut. Er wurde in der Wüste von Kalifornien und Nevada zwischen Mina (Nevada) und Keeler (Kalifornien) eingesetzt. Da ein Streckenabschnitt durch das Schurz Indianerreservat verläuft, wurde dessen Bewohnern bei den Verhandlungen über das Wegerecht für die Carson & Colorado Railroad (C&C) der kostenlose Fahrgasttransport angeboten. Allerdings wurden die kostenlosen Plätze nicht in den Personenwagen, sondern auf den Dächern der Güter- und Personenwagen angeboten.

### Haskell & Barker Caboose 754 der WP (1910)

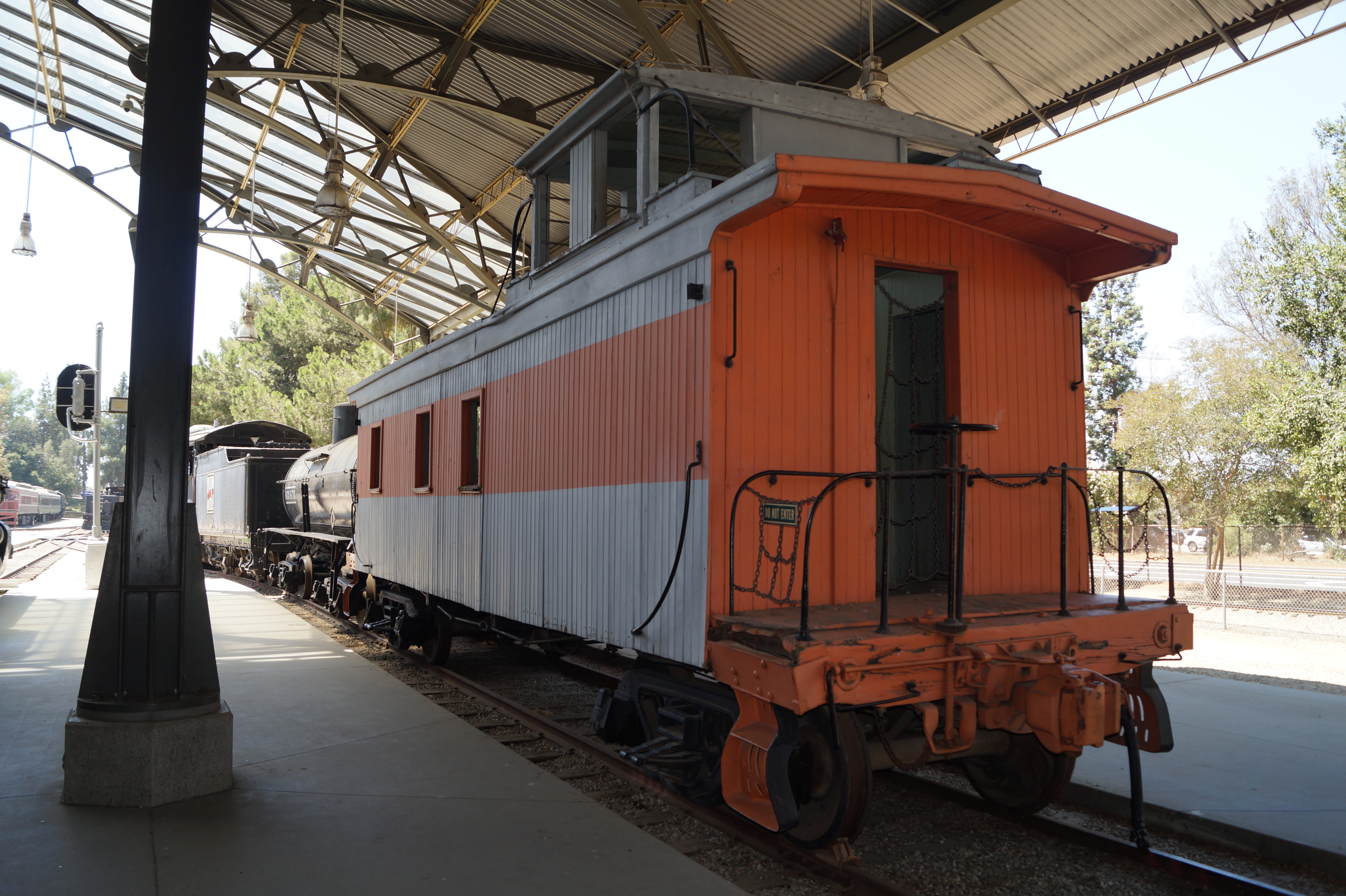
Haskell & Barker Caboose #754

Die Caboose 754 der Western Pacific wurde 1910 von Haskell & Barker gebaut.

### Schmalspur-Caboose

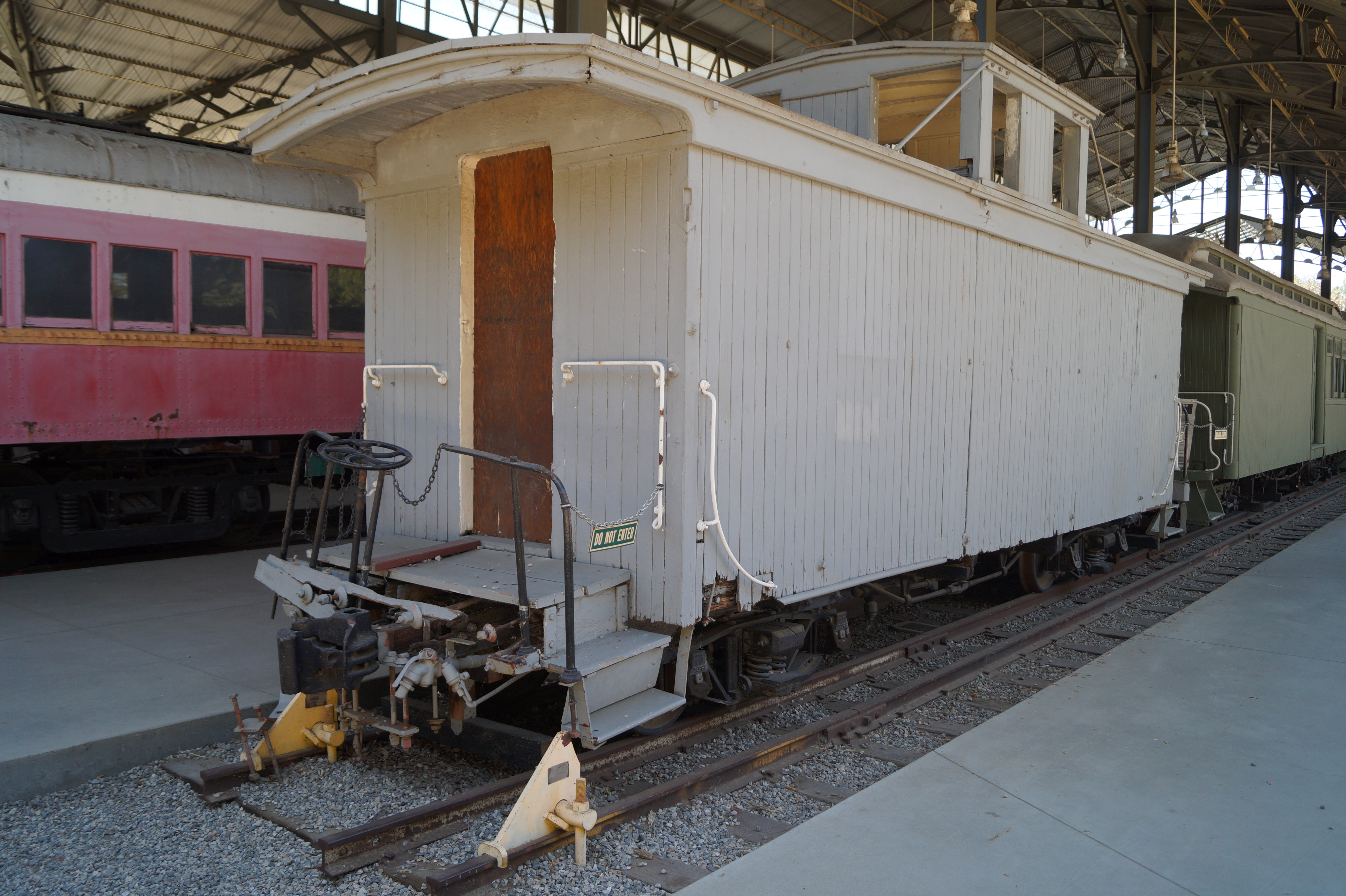
Schmalspur-Caboose der OR&L

Die Schmalspur-Caboose 1 der Oahu Railway & Land Company mit einer Spurweite von 914 mm (3 Fuß) wurde 1900 gebaut.

### Kesselwagen 670

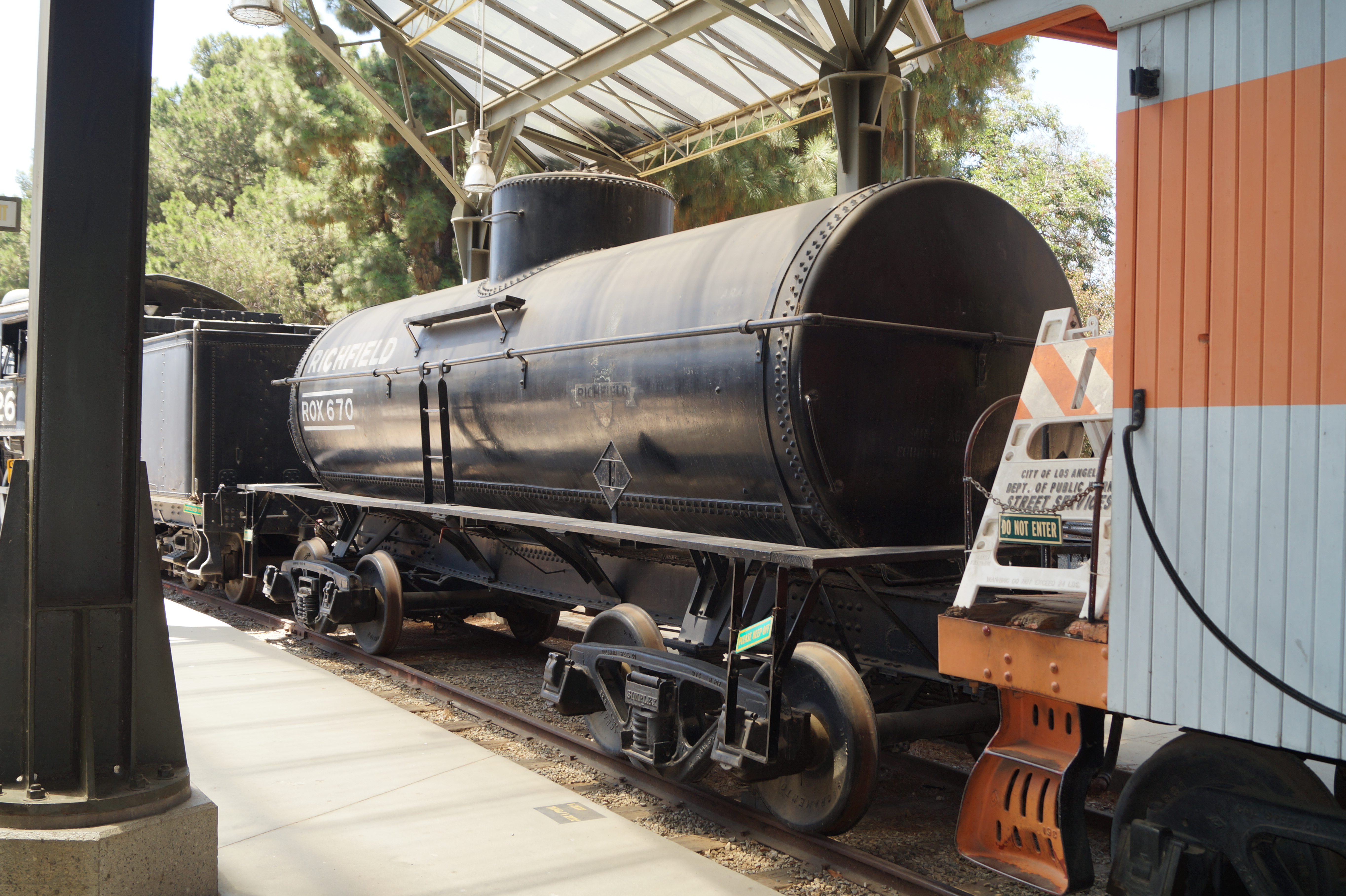
Kesselwagen 670

Der Wagen 670 der Richfield Oil Company wurde 1911 als Kesselwagen gebaut.

### Penncar 4418 der PRR (um 1925)

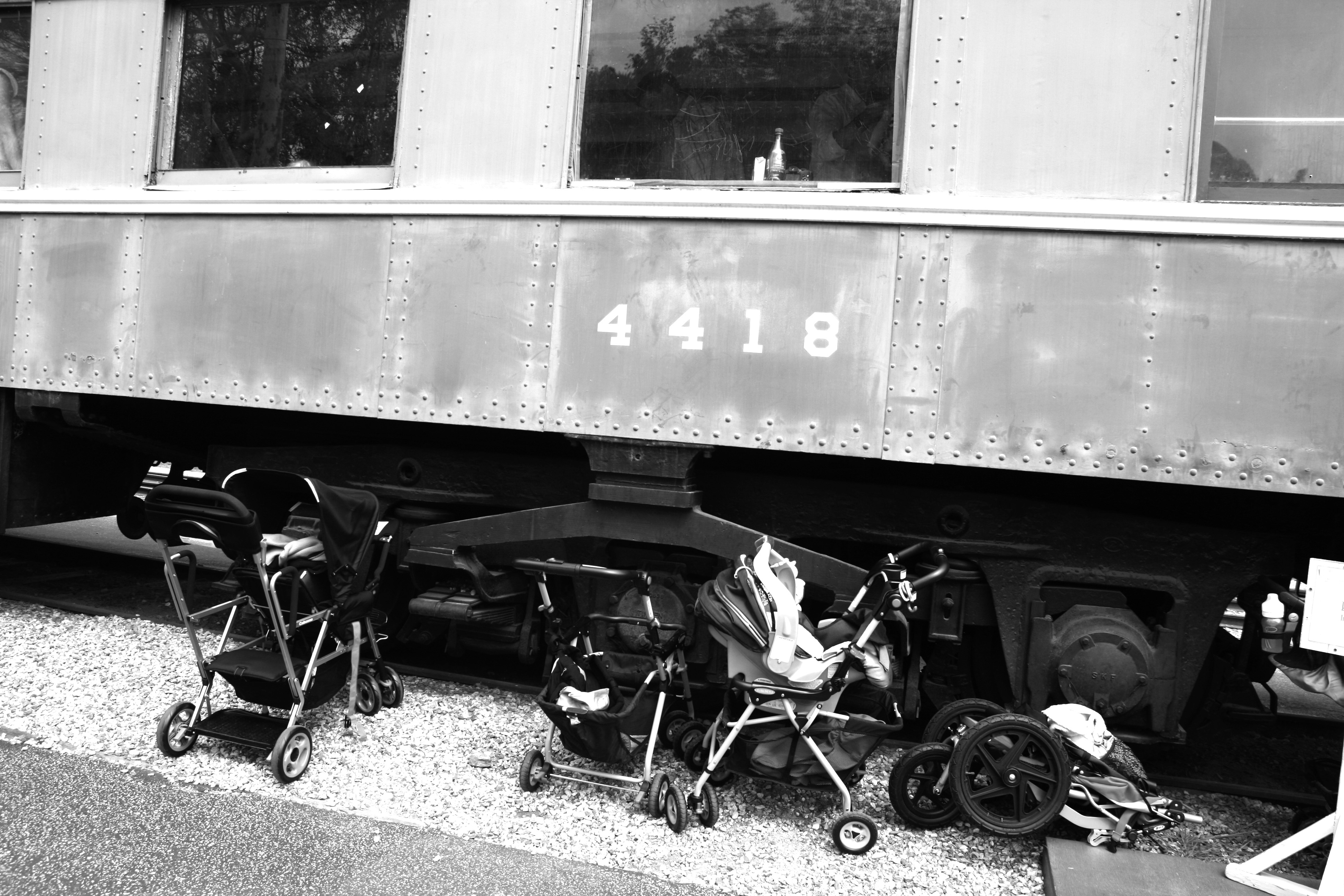
Penncar #4418 der Pennsylvania Railroad

Der Speisewagen 4418 der Pennsylvania Railroad wurde um 1925 gebaut.

### Prairie 7
Dampflokomotive 7 der Sharp & Fellows Railroad Contractors mit der Achsfolge 1’C1’ (2-6-2, Prairie), die 1902 von den Dixon Works der American Locomotive Company gebaut wurde.

### Baldwin Rangierlokomotive 20 der SP
Die Rangierlokomotive 20 der SP mit der Achsfolge B (0-2-0) wurde 1880 von Baldwin gebaut. Sie ist auch als Southern Pacific 219 bekannt.

### Caboose 999110 der AT&SF (1926)
Die Caboose 999110 der Atchison, Topeka and Santa Fe Railway wurde 1926 von der American Car and Foundry hergestellt.

### Bay Window Caboose 4049 (1961)
Die Bay Window Caboose 4049 der Southern Pacific hat Erker-artige seitliche Fenster. Sie wurde 1961 von der Pacific Car & Foundry gebaut.

### Gedeckter Güterwagen 30036 der SP (um 1930)
Der geschlossene Güterwagen 30036 der Southern Pacific wurde um 1930 mit hölzernen Seitenwänden gebaut.

### Pullman Chair Car 2513 der SP (1919)
Der Pullman Chair Car 2513 der Southern Pacific Railroad wurde 1919 gebaut.

### Hunters Pointder UP (1940)
Der Pullman-Schlafwagen Hunters Point der Union Pacific Railroad wurde 1940 gebaut.

### Pullman Chair Car 2513 der SP (1919)
Der Pullman Chair Car 2513 der Southern Pacific Railroad wurde 1919 gebaut.

## Wartungs- und Instandhaltungsschienenfahrzeuge

### Schienendrehkran CSCV1887 (1942)

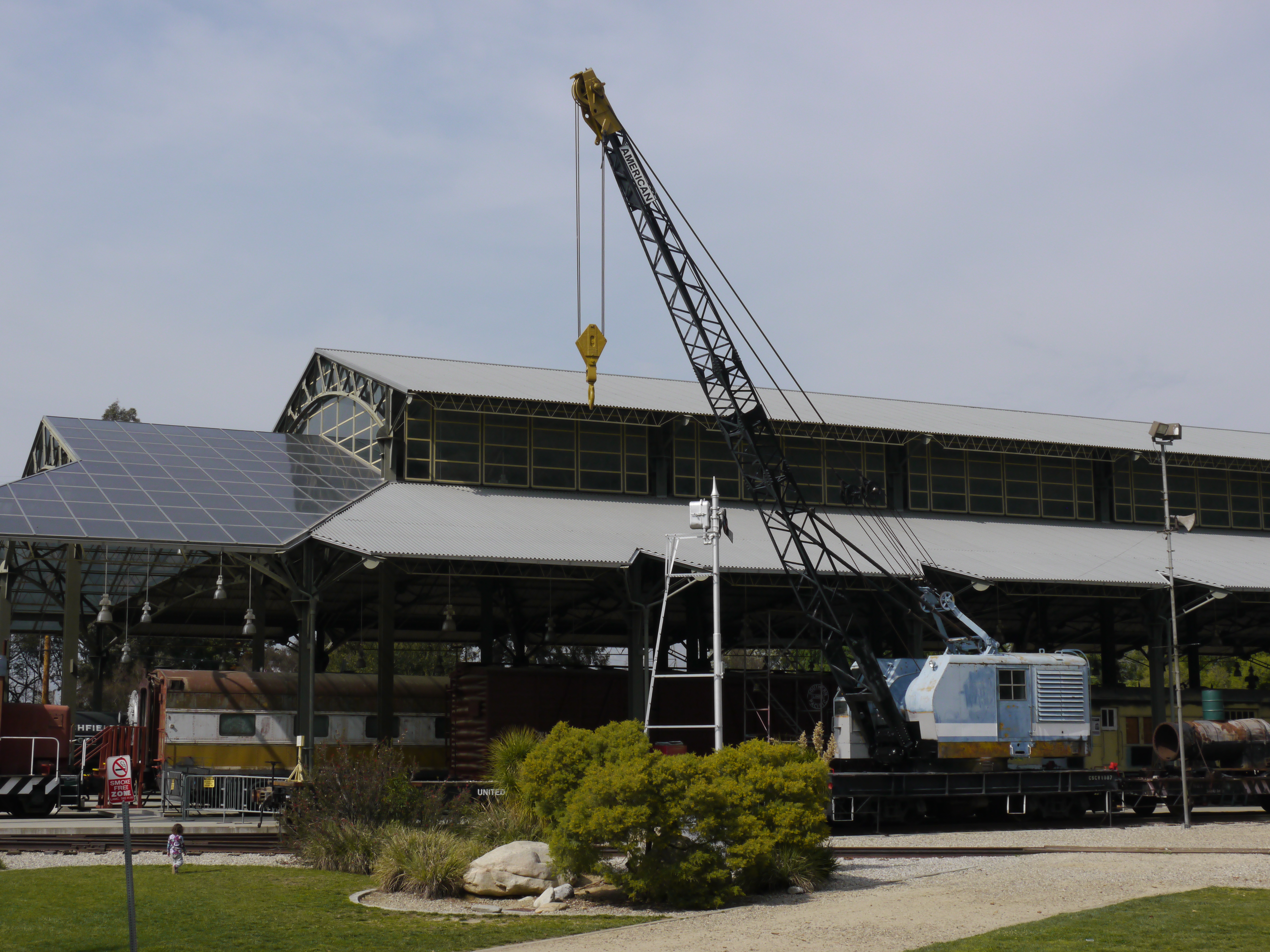
Schienendrehkran CSCV1887

Der mit einem eigenen Dieselmotor angetriebene Schienendrehkran wurde 1942 von American Hoist & Derrick gebaut.

### Auslegerwagen 61-02011 der U.S. Navy
Ausleger- und Schutzwagen 61-02011 der U.S. Navy für den Schienendrehkran.

### Draisine

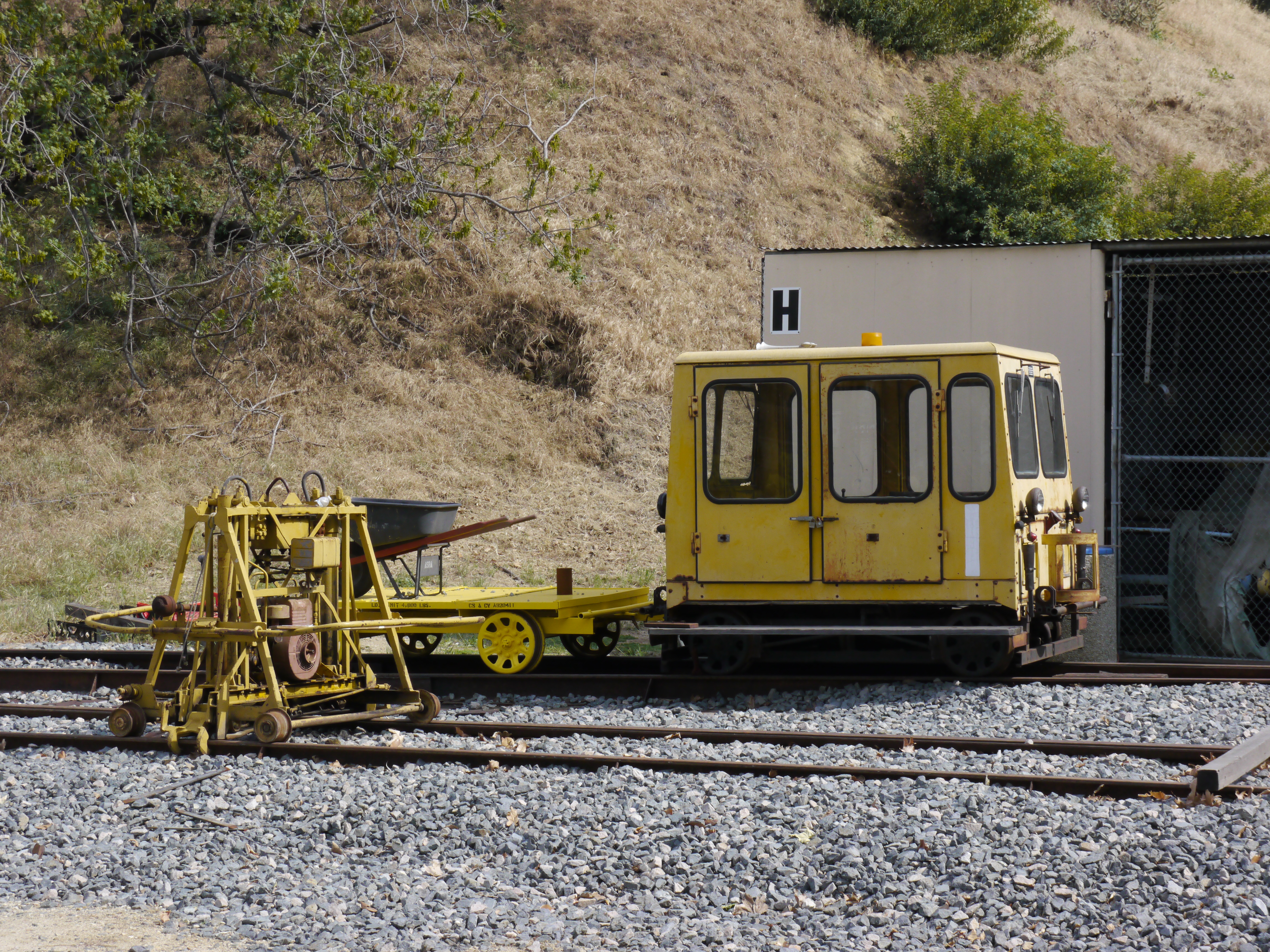
Draisine

Motorisierte Draisine (Rottenkraftwagen).

### Kalamazoo Handdraisine
Die Kalamazoo Handdraisine, von vier Personen wie eine Pumpe zu bedienen.

### Schienenfahrrad
Ein Schienenfahrrad mit Ausleger, von einer Person wie eine Pumpe bedient.

## Straßenbahnwagen

### Elektrischer Straßenbahnwagen (1890er Jahre)

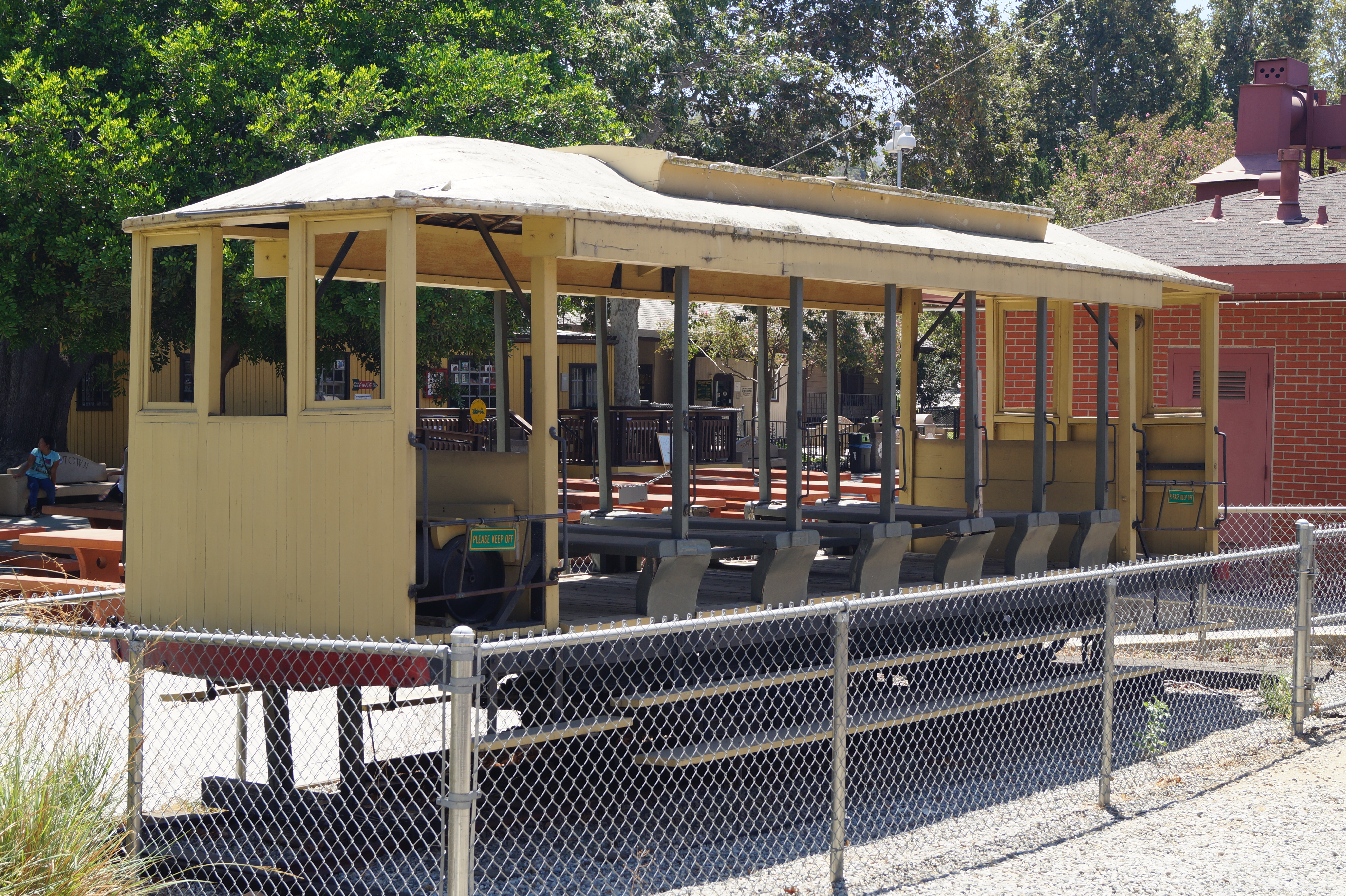
Elektrischer Straßenbahnwagen

Zweiachsiger elektrischer Straßenbahnwagen aus Los Angeles, der in den 1890er Jahren gebaut wurde.

### Pferdestraßenbahn (um 1880)
Der Pferdestraßenbahnwagen der Los Angeles Railway wurde um 1880 gebaut.

### Cable Car 21 der San Francisco Municipal Railway (um 1880)

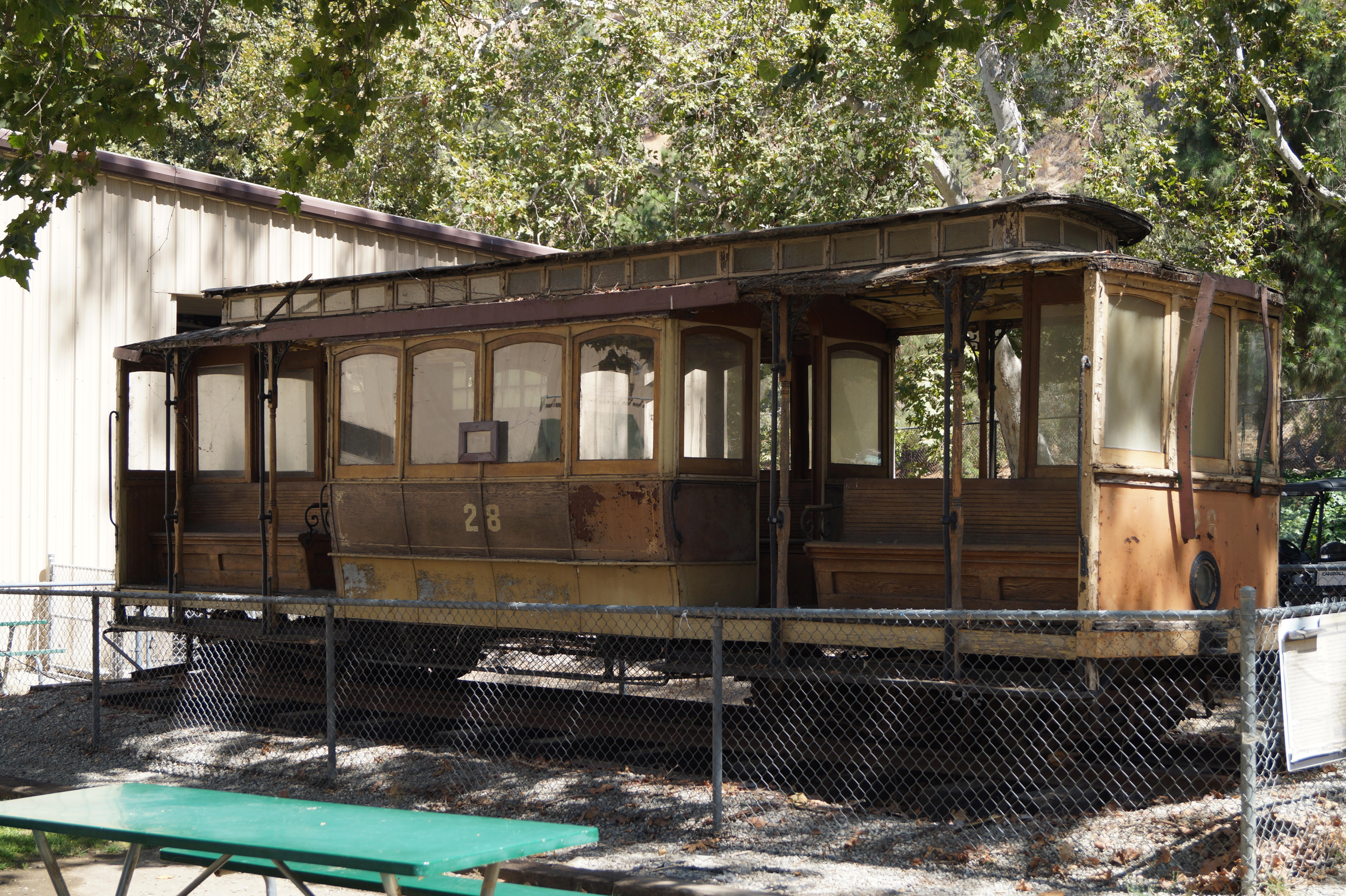
Cable Car 21 der San Francisco Municipal Railway

Der um 1880 von John Hammond & Co. gebaute San Francisco Cable Car mit einer Spurweite von 914 mm (3 Fuß) ist ein Beispiel für ein frühes innerstädtisches Schienenfahrzeug im California-Stil mit einigen Sitzplätzen in einem geschlossenen Abteil und anderen an der freien Luft. Diese Bauart war außerhalb Kaliforniens wegen der dortigen Wetterverhältnisse nicht üblich. Er hat zwei Führerstände, damit er am Ende der Strecke nicht auf einer Drehscheibe umgedreht werden musste. Noch bevor Travel Town offiziell eröffnet wurde, bat Charly Atkins den Bürgermeister von San Francisco um einen Cable Car für die Ausstellung, aber er bekam mit einer Entschuldigung gesagt, dass Cable Cars nicht verkauft oder verschenkt werden könnten. Drei Jahre später wurde eine Lösung gefunden: Ein Cable Car wurde leihweise als zentrales Ausstellungsstück für die International Flower Show 1953 in Los Angeles bereitgestellt. Danach wurde er als Dauerleihgabe nach Travel Town transportiert.

## Harvey-House-Ausstellung

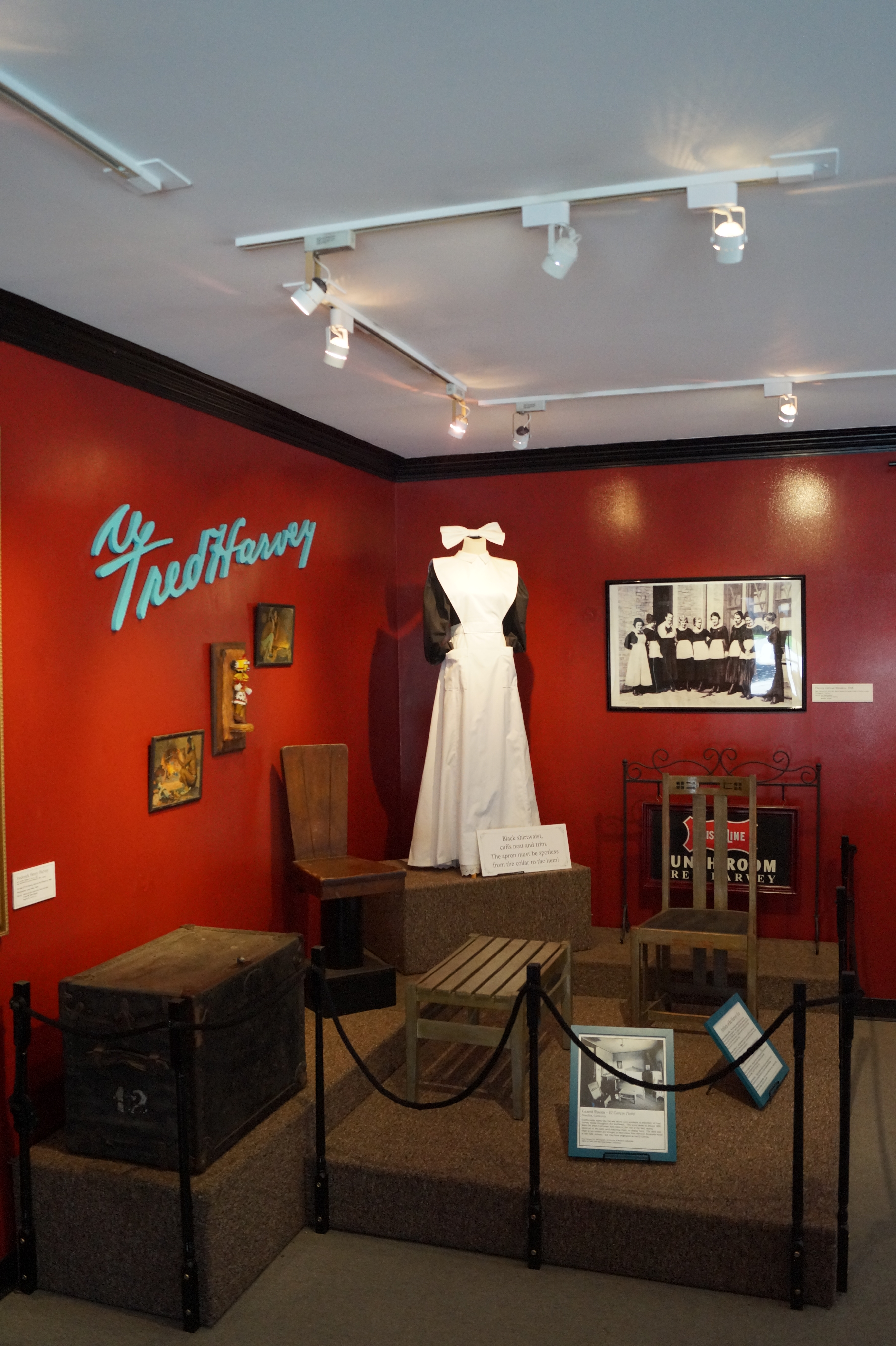
Harvey-House-Ausstellung

Basierend auf dem Erfolg von Fred Harveys 1876 eröffneter ersten Bahnhofsgaststätte in Topeka schloss die Santa Fe Railway einen Vertrag mit ihm ab, weitere Bahnhofsgaststätten zu betreiben. Bis 1883 betrieb er 17 Bahnhofsgaststätten entlang der Santa-Fe-Hauptstrecke, in denen die Fahrgäste eine Mahlzeit einnehmen konnten, bevor sie ihre Reise fortsetzten. Der Begriff Harvey House wurde ein Synonym für leckere Speisen und gute Bedienung. Nachdem in den 1880er Jahren Speisewagen in den Zügen angeboten wurden, verlor das Essen in Bahnhofsgaststättein seine Attraktivität. Obwohl die meisten der originalen Harvey Houses inzwischen geschlossen wurden, gibt es sie noch am Grand Canyon, wo sie von der Nachfolgeorganisation Xanterra Parks & Resorts betrieben werden.

## Tankwagen

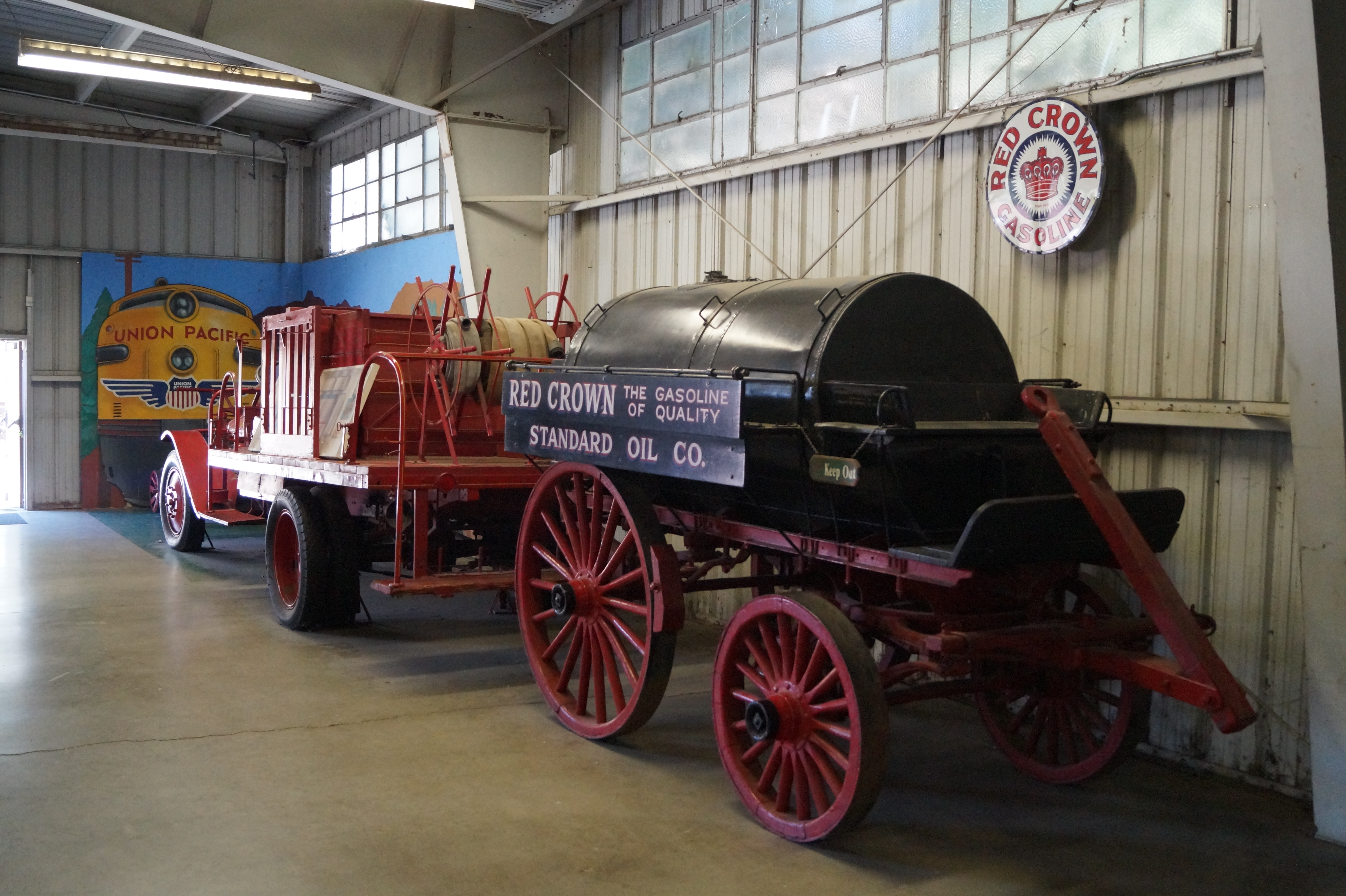
Tankwagen der Standard Oil Company

Der Tankwagen der Standard Oil Company trägt die Aufschrift Red Crown, the gasoline of quality, Standard Oil Company."

## Parkeisenbahn

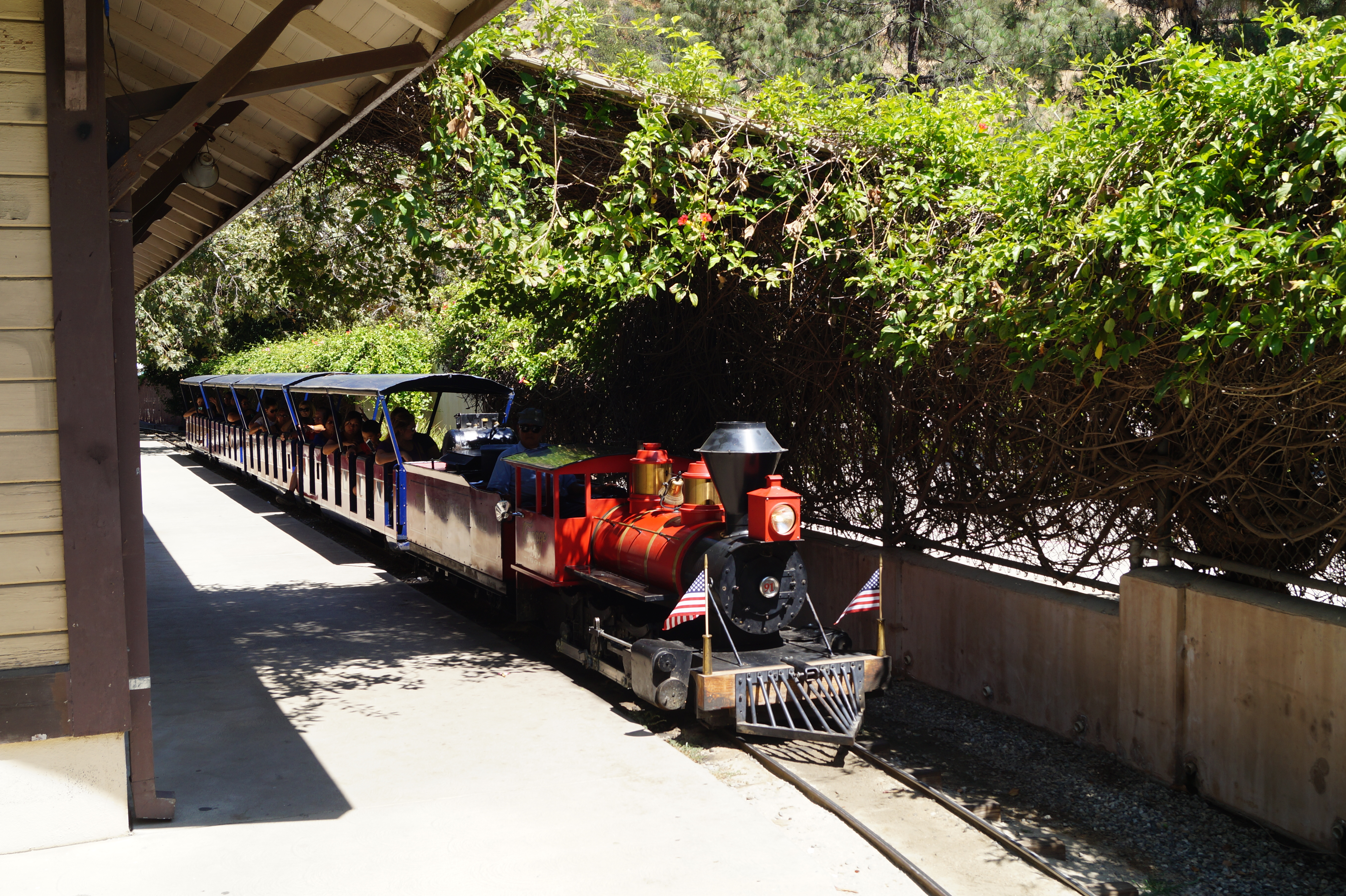
Courage

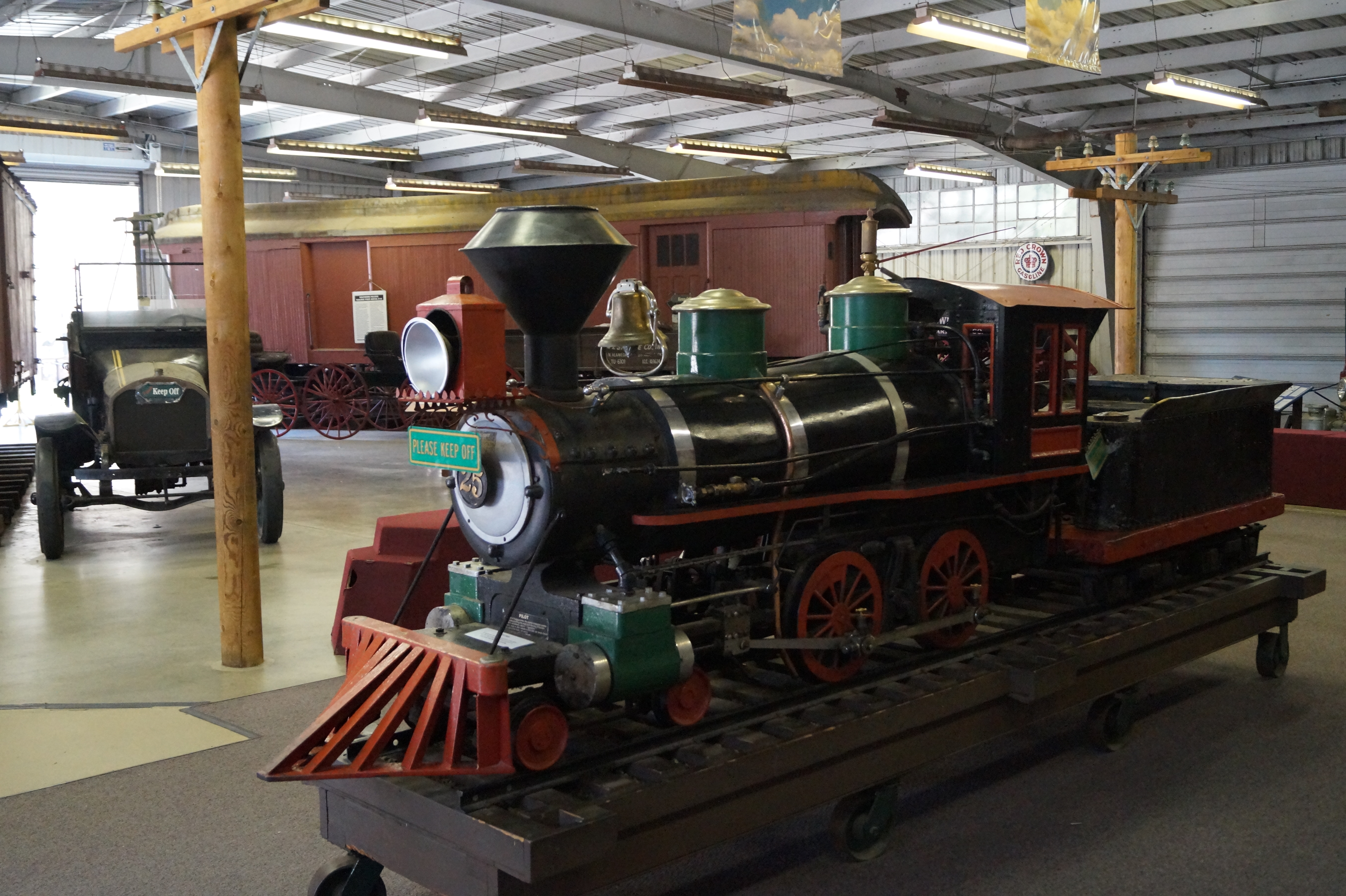
Little General

Eine Parkeisenbahn mit einer Spurweite von 406 mm (16 Zoll) umrundet das Museumsgelände. Die Fahrkarten gelten jeweils für zwei Runden. Dort wurde früher der Zug Melody Ranch Special betrieben, der einmal Gene Autry gehört hatte, nach dessen Film Melody Ranch der Zug benannt wurde. Die Personenwagen sind heutzutage überdacht und die ursprüngliche Dampflokomotive, die nach einem Sabotageakt nicht mehr wirtschaftlich reparierbar war, wurde durch eine wie eine Dampflokomotive aussehende Diesellokomotive mit dem Namen Courage ersetzt. Auf dem Nachbargrundstück gibt es im zwei weitere unabhängig vom Travel Town Museum betriebene Parkeisenbahnen: Die Griffith Park & Southern Railroad mit 18½ Zoll (470 mm) Spurweite und die Parkeisenbahn des Los Angeles Live Steamers Railroad Museum mit 7½ Zoll (190,5 mm) Spurweite.